# Charles Sumner
Charles Sumner (n. 6 ianuarie 1811, Boston, Massachusetts, SUA – d. 11 martie 1874, Washington, D.C., District of Columbia, SUA) a fost un om de stat american și senator al Statelor Unite din Massachusetts. Ca jurist și orator puternic, Sumner era liderul forțelor anti-sclavie din stat și un lider al republicanilor radicali din Senatul SUA în timpul Războiului Civil American. În timpul Reconstrucției lupta pentru a minimiza puterea foștilor confederați și pentru a garanta drepturi egale sclavilor eliberați⁠(d). Intrarea în dispută cu colegul său din Partidul Republican, președintele Ulysses Grant, pe tema controlului asupra orașului Santo Domingo, a dus la pierderea puterii sale în Senat și la efortul său ulterior de a împiedica realegerea lui Grant.
Sumner și-a schimbat de mai multe ori partidul politic, pe măsură ce coalițiile anti-sclavie apăreau și dispăreau în deceniile anilor 1830 și 1840, înainte de a se uni în anii 1850 sub Partidul Republican, afiliere pentru care a devenit cel mai cunoscut. El și-a dedicat enorma energie pentru distrugerea a ceea ce republicanii numeau Puterea Sclaviei, adică pentru a pune capăt influenței exercitate asupra guvernului federal de către proprietarii de sclavi din Sud care căutau să perpetueze sclavia și să o extindă în teritorii. Pe 22 mai 1856, congresmanul democrat din Carolina de Sud, Preston Brooks, l-a bătut aproape până la moarte cu un baston⁠(d) în sala Senatului, după ce Sumner a rostit un discurs împotriva sclaviei, cu titlul „Crima împotriva Kansasului”. În discurs, Sumner l-a caracterizat pe senatorul de Carolina de Sud, Andrew Butler⁠(d) (unchiul de văr al atacatorului), drept un proxeneț pentru sclavie, ironizând în același timp handicapul lui Butler (care suferise un atac cerebral și rămăsese cu un impediment de vorbire), printre alte insulte personale menite să degradeze percepția asupra moralității, inteligenței și patriotismului lui Butler. Episodul relatat pe scară largă l-a lăsat pe Sumner grav rănit și i-a făcut celebri pe ambii bărbați implicați. Au trecut câțiva ani până când Sumner s-a putut întoarce în Senat; statul Massachusetts nu numai că nu l-a înlocuit, ci l-a reales, lăsându-i biroul gol în Senat ca o amintire a incidentului. Episodul a contribuit în mod semnificativ la polarizarea țării care a dus la Războiul Civil, evenimentul simbolizând atmosfera socio-politică din ce în ce mai vitriolică și violentă a vremii.
În timpul războiului, el a fost un lider al fracțiunii republicane radicale care l-a criticat pe președintele Lincoln pentru că este prea moderat în raport cu Sudul. Sumner s-a specializat în afaceri externe și a lucrat îndeaproape cu Lincoln pentru a se asigura că britanicii și francezii se abțin de la a interveni de partea Confederației în timpul Războiului Civil. În calitate de lider radical al Senatului în timpul Reconstrucției, Sumner s-a luptat din greu pentru a oferi sclavilor eliberați drepturi civile și de vot egale, pe motiv că „consimțământul celor guvernați⁠(d)” era un principiu de bază al republicanismului american⁠(d), și pentru a bloca accesul foștilor confederați la putere, ca ei să nu poată inversa câștigurile obținute din victoria Uniunii în Războiul Civil. Făcând echipă cu liderul Camerei, Thaddeus Stevens, s-a luptat cu planurile de reconstrucție ale lui Andrew Johnson și a încercat să impună un program republican radical în Sud. Deși Sumner a susținut cu tărie în Senat anexarea Alaskăi, el s-a opus anexării Republicii Dominicane, cunoscută atunci după numele capitalei ei, Santo Domingo. După ce a reușit să adune o majoritate în Senat care să respingă ratificarea Tratatului de la Santo Domingo⁠(d) al președintelui Ulysses S. Grant în 1870, Sumner a intrat în conflict cu Grant și l-a denunțat în așa termeni încât reconcilierea a devenit imposibilă. În 1871, președintele Grant și secretarul său de stat Hamilton Fish au ripostat; prin susținătorii lui Grant din Senat, Sumner a fost demis din funcția de șef al Comitetului pentru Relații Externe. Sumner devenise convins că Grant era un despot corupt și că succesul politicilor de reconstrucție necesită o nouă conducere națională. Sumner s-a opus cu înverșunare realegerii lui Grant, sprijinindu-l pe candidatul liberal republican⁠(d) Horace Greeley în 1872 și și-a pierdut puterea în cadrul Partidului Republican. La mai puțin de doi ani mai târziu, a murit. Sumner a fost controversat la vremea lui; chiar și biografia lui Sumner, câștigătoare a premiului Pulitzer din 1960, scrisă de David Herbert Donald⁠(d), l-a descris drept un egoist arogant. Sumner era cunoscut ca lider politic ineficient, în contrast cu colegul său mai pragmatic Henry Wilson. În cele din urmă, amintirea lui Sumner a rămas una pozitivă, biograful Donald remarcând contribuțiile sale extinse la antirasism în timpul epocii de Reconstrucție.

## Începutul vieții, educația și cariera de jurist

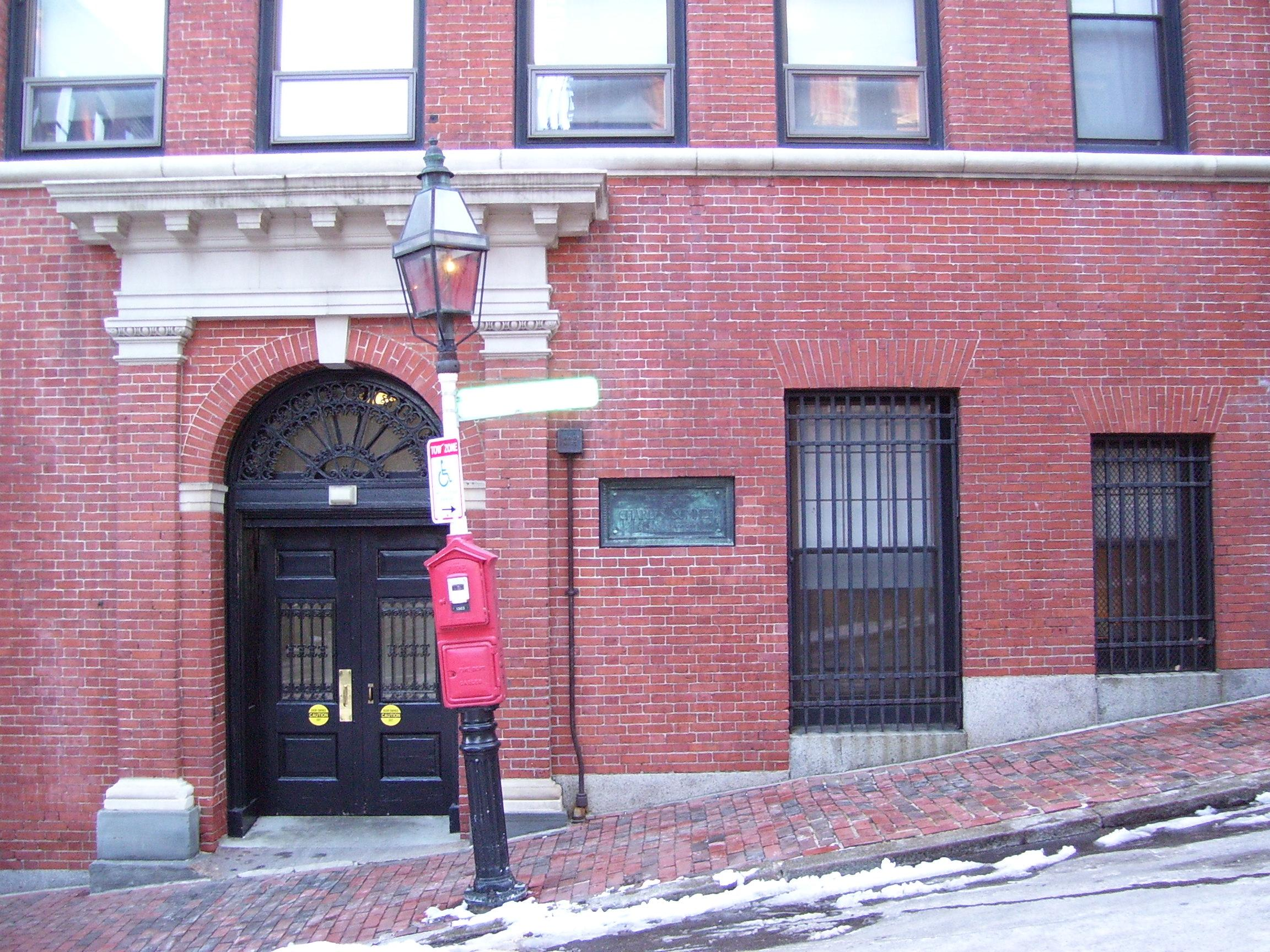
Casa natală de pe strada Irving,

Sumner s-a născut pe Irving Street din Boston la 6 ianuarie 1811. El era fiul lui Charles Pinckney Sumner⁠(d), un avocat liberal educat la Harvard și de la începuturi susținător al școlilor integrate rasial, care a șocat Bostonul secolului al XIX-lea opunându-se legilor anti-metisaj⁠(d) și era văr de gradul al doilea cu Edwin Vose Sumner⁠(d).
Tatăl său se născuse în sărăcie, iar mama lui avea un background similar, lucrând ca croitoreasă înainte de căsătorie.:3Părinții lui Sumner au fost descriși ca fiind extrem de formali și deloc fățiș afectuoși.:4 Tatăl lui practica dreptul și a ocupat funcția de grefier al Camerei Reprezentanților din Massachusetts⁠(d) din 1806 până în 1807 și din nou din 1810 până în 1811, dar cabinetul lui de avocatură a avut un succes moderat și, în timpul copilăriei lui Sumner, familia sa era la limita de jos a clasei de mijloc.:6–7 În 1825, Charles P. Sumner a devenit șerif al comitatului Suffolk, funcție pe care a deținut-o până la moartea sa în 1838.:14 Familia mergea la Trinity Church⁠(d), dar după 1825, ei au ocupat o strană în King's Chapel⁠(d).
Tatăl lui Sumner detesta sclavia și i-a spus lui Sumner că eliberarea sclavilor „nu ne-ar face bine”, decât dacă sclavii ajung să fie tratați în mod egal de societate.:130 Sumner era un apropiat al lui William Ellery Channing⁠(d), un influent pastor unitarian din Boston. Channing credea că ființele umane au un potențial infinit de a se îmbunătăți. Detaliind acest argument, Sumner a concluzionat că mediul are „o influență importantă, dacă nu determinantă” în formarea indivizilor.:104 Prin crearea unei societăți în care „cunoașterea, virtutea și religia” au prioritate, „cei mai marginalizați vor crește în forme de o putere și frumusețe neînchipuite”.:105 Dreptul moral, credea el, era la fel de important pentru guverne ca și pentru indivizi, iar instituțiile juridice care inhibă capacitatea oamenilor de a crește — precum sclavia sau segregarea — erau de combătut.:105
Veniturile mai mari de care s-a bucurat Charles P. Sumner după ce a devenit șerif i-au permis să își trimită copiii la studii superioare. Charles Sumner a urmat Școala Latină din Boston⁠(d), unde i-a avut printre cei mai apropiați prieteni pe Robert Charles Winthrop⁠(d), James Freeman Clarke⁠(d), Samuel Francis Smith⁠(d) și Wendell Phillips⁠(d). A urmat cursurile Colegiului Harvard, unde a locuit în Hollis Hall și a fost membru al Clubului Porcellian⁠(d). După absolvirea din 1830, a urmat Facultatea de Drept de la Harvard,⁠(d) unde a devenit un protejat al lui Joseph Story⁠(d) și a devenit pasionat de studiul jurisprudenței.
După ce a absolvit facultatea de drept în 1834, Sumner a fost admis în barou⁠(d) și a deschis un cabinet privat în Boston, în parteneriat cu George Stillman Hillard⁠(d). O vizită la Washington l-a făcut să se hotărască să urmeze o carieră politică și s-a întors la Boston hotărât să practice avocatura. A contribuit la publicația trimestrială American Jurist și a redactat hotărârile judecătorești ale lui Story, precum și unele texte de legi. Din 1836 până în 1837, Sumner a ținut prelegeri la Facutatea de Drept de la Harvard.

## Călătorii în Europa
Sumner a călătorit în Europa în 1837. A debarcat la Le Havre și a fost uimit de catedrala din Rouen: „marele leu al nordului Franței... transcende tot ceea ce plăsmuise închipuirea mea”. A ajuns la Paris în decembrie, a început să studieze limba franceză și a vizitat Luvrul „cu zgomot”, descriind modul în care ignoranța lui despre artă l-a făcut să se simtă „încuiat, mărginit”, până când vizitele repetate au permis lucrărilor lui Rafael și Leonardo da Vinci să-i schimbe înțelegerea: „Mi-au atins mintea, așa  neînvățată cum e ea, ca o muzică bogată”. El a reușit să stăpânească limba franceză în șase luni și a participat la prelegeri la Sorbona pe teme variind de la geologie la istoria greacă și la dreptul penal. În jurnalul său din 20 ianuarie 1838, el remarca că un lector „avea un public destul de numeros, printre care am observat doi sau trei negri, sau mai degrabă mulatri – două treimi negri poate – îmbrăcați destul de à la mode și având aerul ușor și plin de plăcere al tinerilor la modă…” care erau „bine primiți” de ceilalți studenți după prelegere. El a continuat:
Stăteau în mijlocul unui grup de tineri și culoarea lor părea să nu-i deranjeze deloc. M-am bucurat să văd asta, deși cu impresiile mele americane, îmi părea foarte straniu. Atunci trebuie că distanța dintre albii și negrii liberi dintre noi provine din educație, căci nu există în natura lucrurilor.
Acolo el a hotărât că predispoziția americanilor de a-i vedea pe negri ca fiind inferiori era o perspectivă dobândită. Francezii nu aveau nicio problemă cu faptul că negrii învățau și interacționau cu ceilalți. Prin urmare, el s-a hotărât să devină aboliționist la întoarcerea sa în America.
S-a alăturat altor americani care studiau medicina la turele de dimineață din marile spitale ale orașului. În decurs de încă trei ani, a devenit fluent în spaniolă, germană și italiană și s-a întâlnit cu mulți dintre oamenii de stat de frunte din Europa. În 1838, Sumner a vizitat Regatul Unit, unde Lordul Brougham⁠(d) a declarat că „nu [a] întâlnit niciodată vreun om de vârsta lui Sumner, cu cunoștințe juridice atât de extinse și cu un asemenea intelect juridic natural”.:65 S-a întors în SUA în 1840.

## Începuturile carierei politice

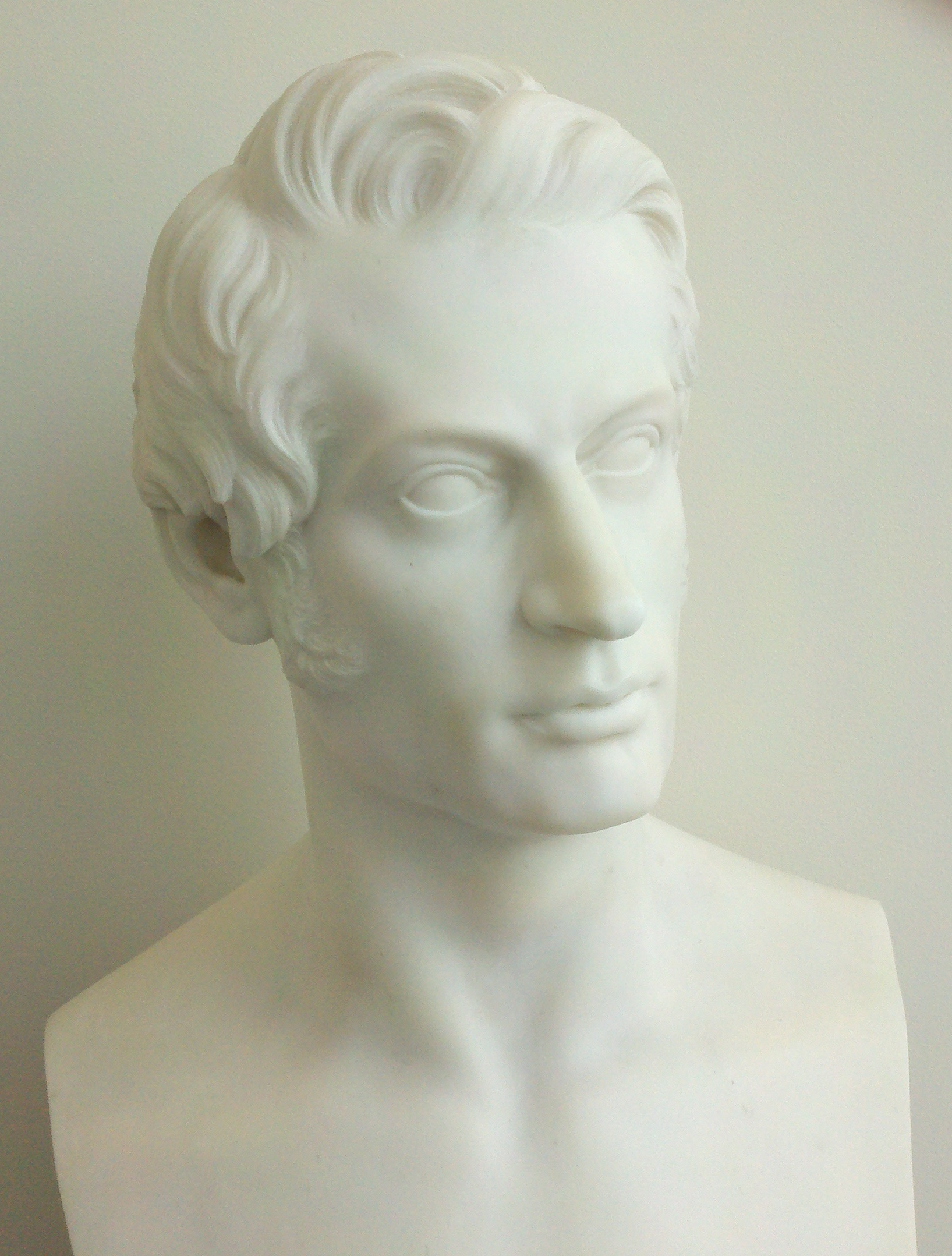
Un bust din 1842 al lui Charles Sumner de

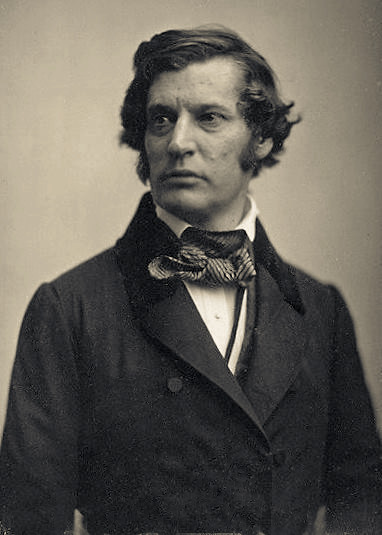
Sumner ca. 1850

În 1840, la vârsta de 29 de ani, Sumner s-a întors la Boston pentru a practica dreptul, dar și-a dedicat mai mult timp prelegerilor la Harvard Law, editării rapoartelor instanțelor și contribuind la reviste de drept, în special pe teme istorice și biografice.
Sumner a dezvoltat relații de prietenie cu câțiva bostonezi de seamă, în special cu Henry Wadsworth Longfellow, a cărui casă a vizitat-o în mod regulat în anii 1840.:174 Fiicelor lui Longfellow li se părea amuzantă ceremoniozitatea lui; el deschidea ușile copiilor spunând „In presequas” („după tine”) pe un ton sonor.:174
A fost ales membru al American Antiquarian Society⁠(d) în 1843. A făcut parte din comisia de consilieri a societății din 1852 până în 1853, iar mai târziu în viață a slujit ca secretar de corespondență externă al societății din 1867 până în 1874.
În 1845, a rostit la Boston de Ziua Independenței o cuvântare despre „Adevărata măreție a națiunilor”. El a vorbit împotriva Războiului Mexicano-American și a făcut un apel pasionat la libertate și pace.
A devenit un orator căutat pentru ocazii formale. Temele sale înalte și elocvența impunătoare lăsau o impresie profundă. Prezența lui pe platformă era impozantă. Avea 1,93 m înălțime, și era solid. Vocea lui era clară și puternică. Gesturile lui erau neconvenționale și individuale, dar viguroase și impresionante. Stilul său literar era plin de înflorituri, cu multe detalii, aluzii și citate, adesea din Biblie, precum și din greci și romani. Henry Wadsworth Longfellow scria că Sumner ține discursuri „ca un canonier care lansează proiectile”, în timp ce Sumner însuși spunea că în cuvântările lui „ai putea la să cauți o glumă la fel de bine ca în Cartea Apocalipsei”.
După anexarea Texasului ca nou stat al deținătorilor de sclavi în 1845, Sumner și-a asumat un rol activ în mișcarea anti-sclavie. În același an, Sumner i-a reprezentat pe reclamanți în Roberts v. Boston⁠(d), caz care a contestat legalitatea segregării. Argumentând în fața Curții Supreme a statului Massachusetts, Sumner remarca că școlile pentru negrii erau inferioare din punct de vedere fizic și că segregarea genera efecte psihologice și sociologice dăunătoare — argumente care aveau să fie prezentate și în Brown v. Board of Education⁠(d)  un secol mai târziu.:180 Sumner a pierdut cazul, dar legislativul statului Massachusetts a abolit segregarea școlară în 1855.
Sumner a lucrat cu Horace Mann⁠(d) pentru a îmbunătăți sistemul de educație publică din Massachusetts. El a susținut reforma penitenciarelor⁠(d). În opoziția sa față de Războiul Mexicano-American, el îl considera un război de agresiune, dar era în primul rând îngrijorat că teritoriile capturate vor extinde sclavia spre vest. În 1847, Sumner a denunțat votul unui congressman din Boston pentru declararea de război împotriva Mexicului cu atâta vigoare încât a devenit lider al fracțiunii Conscience Whigs a Partidului Whig din Massachusetts. El a refuzat să accepte nominalizarea acestora pentru un loc în Congresul SUA în 1848. În schimb, Sumner a ajutat la organizarea Partidului Pământului Liber, care se opunea atât democraților, cât și Whig-ilor, care l-au nominalizat pe Zachary Taylor, un deținător de sclavi din Sud, pentru funcția de președinte. Sumner a devenit președintele comitetului executiv al Partidului Pământului Liber din Massachusetts, o poziție pe care a folosit-o pentru a continua să susțină abolirea sclaviei prin atragerea Whig-ilor și democraților anti-sclavie într-o coaliție cu mișcarea Pământul Liber.:152
În 1851, democrații au câștigat controlul asupra legislativului statului Massachusetts în coaliție cu Pământul Liber. Pământul Liber l-a desemnat pe Sumner pentru funcția de senator al SUA. Democrații i s-au opus inițial și au cerut un candidat mai puțin radical. Impasul a fost rupt după trei luni și Sumner a fost ales cu o majoritate de un vot la 24 aprilie 1851, victorie pe care a atribuit-o organizatorului și colegului din Partidul Pământului Liber, Henry Wilson. Alegerea sa a marcat o schimbare bruscă în politica din Massachusetts, deoarece politica sa aboliționistă contrasta puternic cu cea a celui mai cunoscut predecesor al său în postul de senator, Daniel Webster, care fusese unul dintre cei mai importanți susținători ai Compromisului din 1850 și ai Legii Sclavilor Fugari adoptată în cadrul lui.

## Mandatele de senator

### Cariera antebelică
Sumner și-a luat locul în Senat la sfârșitul anului 1851, din partea democraților și Pământului Liber. În primele câteva ședințe, Sumner nu a promovat niciuna dintre cauzele sale controversate. La 26 august 1852, Sumner a ținut primul său discurs major, în ciuda eforturilor stăruitoare de a-l descuraja. Acest efort oratoric a încorporat drept titlu un popular motto aboliționist: „Libertate Națională; Sclavie Secțională”. În el, Sumner a atacat Legea Sclavilor Fugari din 1850. După discursul său, un senator din Alabama a îndemnat să nu i se dea răspuns: „Delirul unui maniac poate fi uneori periculos, dar lătratul unui cățeluș nu a făcut niciodată rău”. Opoziția deschisă a lui Sumner față de sclavie i-a făcut puțini prieteni în Senat.:236
Deși convențiile ambelor partide majore tocmai afirmaseră finalitatea tuturor prevederilor din Compromisul din 1850, inclusiv a Legii Sclavilor Fugari, Sumner a cerut abrogarea ei. Timp de mai bine de trei ore, el a denunțat-o ca o încălcare a Constituției, un afront la adresa conștiinței publice și o ofensă împotriva legii divine.

### Discursul „Crimă împotriva Kansasului” și bătaia primită de la Brooks

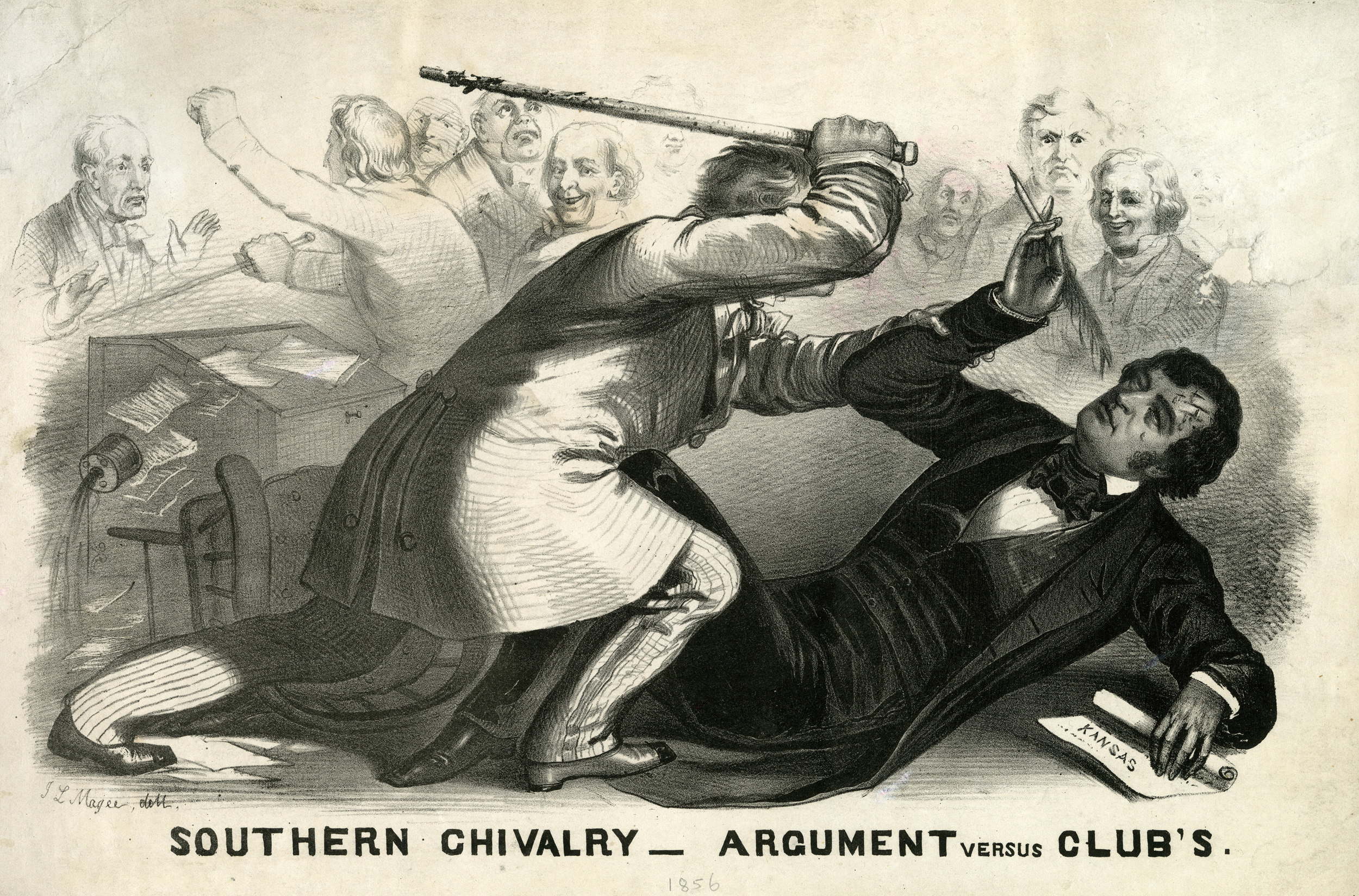
Litografie a atacului lui Preston Brooks din 1856 asupra lui Sumner; artistul îl înfățișează pe atacator fără chip lovindu-l pe învățatul martir

În 1856, în timpul crizei „Bleeding Kansas”, Sumner a denunțat Legea Kansas-Nebraska și a continuat acest atac în discursul său „Crime împotriva Kansasului” din 19 și 20 mai. Lungul discurs susținea admiterea imediată a Kansasului ca stat liber și continua să denunțe „Puterea Sclavagistă” – brațul politic al proprietarilor de sclavi. Scopul lor, susținea el, era să răspândească sclavia prin statele libere care o scoseseră în afara legii. Motivația Puterii Sclavagiste, spunea el, era să violeze un teritoriu virgin:
Această tragedie neobișnuită nu și-a avut originea în vreo dorință obișnuită de putere. Este violul unui Teritoriu virgin, constrângându-l la detestata îmbrățișare a sclaviei; și poate fi clar găsită că vine dintr-o dorință depravată pentru un nou stat sclavagist, urmaș hidos al unei astfel de crime, în speranța de a spori puterea sclaviei în Guvernul Național.
Ulterior, Sumner i-a atacat verbal pe autorii legii, senatorii democrați Stephen A. Douglas din Illinois și Andrew Butler⁠(d) din Carolina de Sud. El a spus:
Senatorul din Carolina de Sud a citit multe cărți despre cavalerism și se crede un adevărat cavaler, cu sentimente de onoare și curaj. Bineînțeles că și-a ales o amantă căreia i-a făcut jurăminte și care, deși urâtă pentru ceilalți, pentrul el este întotdeauna drăguță; deși este poluată în ochii lumii, în ochii lui este castă — mă refer la desfrânata sclavie. Pentru ea limba lui este întotdeauna abundentă în cuvinte. Să fie ea acuzată sau să se facă orice propunere de a o exclude de la extinderea desfășurării ei, și atunci nicio extravaganță de vorbă sau faptă nu va fi prea mare pentru acest senator.
Potrivit lui Hoffer (2010), „este important de remarcat și imagistica sexuală care s-a tot repetat pe parcursul discursului, care nu era nici accidentală, nici fără precedent. Aboliționiștii îi acuzau de obicei pe deținătorii de sclavi că întrețin sclavia pentru a se putea angaja în relații sexuale forțate cu sclavele lor.” Sumner a atacat și onoarea Carolinei de Sud, făcând aluzie în discursul său că istoria statului ar trebui „ștearsă din existență...” Douglas i-a spus unui coleg în timpul discursului că „acest blestemat de prost Sumner o să îl întârâte pe vreun alt blestemat de prost să-l împuște.”:286
Congressmanul Preston Brooks, nepot de văr al lui Butler, s-a înfuriat. Mai târziu, el a spus că intenționează să-l provoace pe Sumner la un duel și s-a consultat cu privire la eticheta de duel cu colegul congressman de Carolina de Sud Laurence M. Keitt⁠(d), și el un democrat pro-sclavie. Keitt i-a spus că duelul era pentru domnii de poziție socială egală și că Sumner nu era mai bun decât un bețiv, din cauza limbajului grosolan pe care îl folosise în timpul discursului său. Brooks a spus că a ajuns la concluzia că, deoarece Sumner nu era un domn, ar fi mai potrivit să-l bată cu bastonul.:290

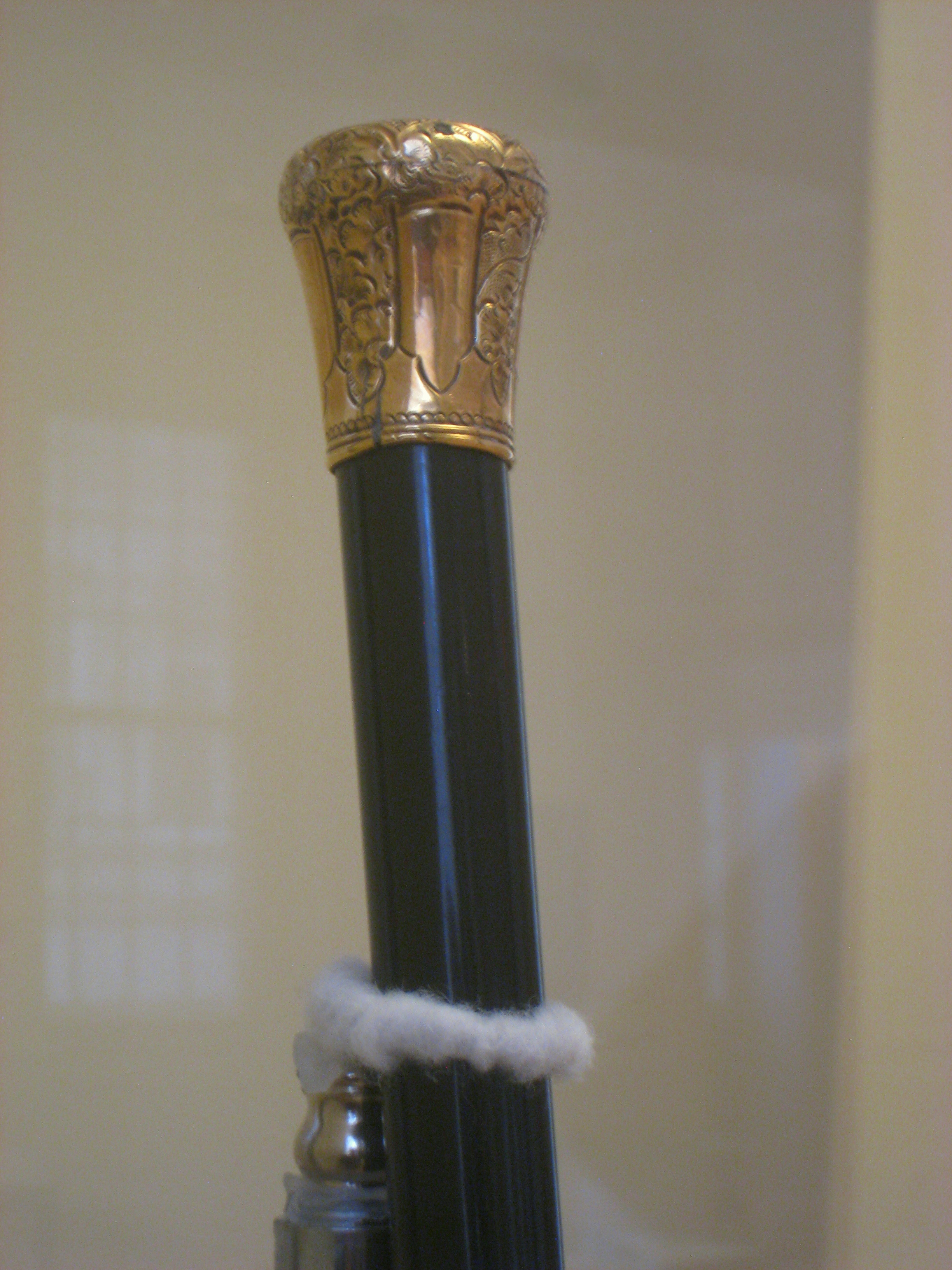
Bastonul cu care a fost atacat Charles Sumner, expus la din Boston

Două zile mai târziu, în după-amiaza zilei de 22 mai, Brooks l-a abordat pe Sumner în timp ce stătea la banca sa în sala aproape goală a Senatului: „Domnule Sumner, am citit cu atenție discursul dumneavoastră de două ori. Este o calomnie pentru Carolina de Sud și pentru domnul Butler, care este o rudă de-a mea.” Când Sumner a început să se ridice, Brooks l-a lovit puternic în cap înainte ca acesta să ajungă în picioare, folosind un baston gros de gutapercă cu un cap de aur. Sumner a fost doborât și prins sub biroul greu, care era fixat pe podea, dar Brooks a continuat să-l lovească pe Sumner până când Sumner a smuls biroul de pe podea. În acel moment, Sumner era orbit de propriul său sânge și se clătina pe culoar și s-a prăbușit, căzând fără cunoștință. Brooks a continuat să-l bată pe Sumner până când i s-a rupt bastonul, după care a continuat să-l lovească pe Sumner cu jumătatea rămasă. Câțiva alți senatori au încercat să-l ajute pe Sumner, dar au fost blocați de Keitt, care a ținut un pistol și a strigat: „Lasă-i în pace!”:293
Episodul a relevat polarizarea din America, deoarece Sumner a devenit un martir în Nord, iar Brooks un erou în Sud. Cei din Nord erau revoltați. Cincinnati Gazette scria: „Sudul nu poate tolera libertatea de exprimare nicăieri și ar înăbuși-o la Washington cu bâta și cuțitul, așa cum încearcă acum să o înăbușe în Kansas prin masacru, jaf și crimă”. William Cullen Bryant de la New York Evening Post, întreba: „S-a ajuns la asta, că trebuie să vorbim cu răsuflarea tăiată în prezența stăpânilor noștri din Sud? … Trebuie să fim pedepsiți așa cum ei își pedepsesc ei sclavii? Suntem și noi sclavi, sclavi pe viață, o țintă pentru loviturile lor brutale, când nu ne comportăm după placul lor?”
Indignarea din Nord a fost zgomotoasă și puternică. Mii de oameni au participat la mitinguri în sprijinul lui Sumner în Boston, Albany, Cleveland, Detroit, New Haven, New York și Providence. Au fost distribuite peste un milion de exemplare ale discursului lui Sumner. La două săptămâni după lovituri, Ralph Waldo Emerson a descris dezbinarea pe care a reprezentat-o incidentul: „Nu văd cum o comunitate barbară și una civilizată pot constitui un singur stat. Cred că trebuie fie să scăpăm de sclavie, fie de libertate.” În schimb, Brooks a fost lăudat de ziarele din sud. Richmond Enquirer a scris într-un editorial că Sumner ar trebui bătut „în fiecare dimineață”, lăudând atacul drept „bun în concepție, mai bun în execuție și cel mai bine în consecințe” și a denunțat „acești aboliționiști vulgari din Senat” care „au fost lăsați prea mult să umble fără zgardă. Ei trebuie aduși înapoi la supunere”. Sudiștii i-au trimis lui Brooks sute de bastoane noi în sprijinul atacului său. Unul era inscripționat „Loviți-l din nou”. Parlamentarii din Sud au făcut inele din rămășițele bastonului, pe care le-au purtat pe lanțuri pentru a-și arăta solidaritatea cu Brooks. Numele lui Brooks a fost dat orașelor Brooksville, Florida⁠(d), Brooksville, Virginia⁠(d) și comitatului Brooks, Georgia.
Istoricul William Gienapp a concluzionat că „atacul lui Brooks a fost de o importanță critică în transformarea Partidului Republican, care pe atunci avea dificultăți, într-o forță politică majoră”.
Savantul în teologie și drept William R. Long a caracterizat cuvântarea ca un discurs „foarte indignant și vituperant de la Senat”, care „abundă de citate în latină și de referiri la istoria engleză și romană”. În ochii săi, discursul era „o mănușă aruncată, o provocare către «Puterea Sclavagistă» să recunoască odată pentru totdeauna că încercuia statele libere cu strânsoarea ei tentaculară și scurgea treptat suflarea cetățenilor iubitori de democrație.”

### Absența de la Senat

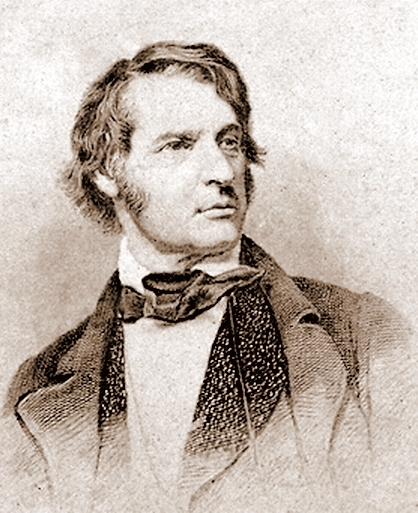
Portretul lui Sumner, gravat pe oțel în 1860

Pe lângă traumatismul cranian, Sumner a suferit de coșmaruri, dureri de cap severe și ceea ce acum se numește tulburare de stres posttraumatic sau „răni psihice”. În timp ce petrecea luni de zile în convalescență, dușmanii săi politici l-au ridiculizat și l-au acuzat de lașitate pentru că nu și-a reluat atribuțiile. Tribunalul General din Massachusetts l-a reales în noiembrie 1856, considerând că locul său rămas liber în camera Senatului slujește drept simbol puternic al libertății de exprimare și al rezistenței împotriva sclaviei.
Când Sumner s-a întors la Senat în 1857, nu putea lucra o zi întreagă. Medicii i-au recomandat o călătorie pe mare și „o despărțire completă de grijile și responsabilitățile care trebuie să-l aștepte acasă”. A plecat pe mare spre Europa și a găsit imediat ușurare. Timp de două luni la Paris, în primăvara anului 1857, și-a reînnoit prieteniile, în special cu Thomas Gold Appleton⁠(d), cina frecvent în oraș și asista la spectacole operă uneori în mai multe seri la rând. Printre persoanele cu care s-a întâlnit acolo s-au numărat Alexis de Tocqueville, poetul Alphonse de Lamartine, fostul prim-ministru francez François Guizot, Ivan Turgheniev și Harriet Beecher Stowe. Sumner a făcut apoi un turneu în mai multe țări, printre care Prusia și Scoția, înainte de a se întoarce la Washington, unde a petrecut doar câteva zile în Senat în decembrie. Atât atunci, cât și în timpul mai multor încercări ulterioare de a se întoarce la muncă, se găsea epuizat doar ascultând cuvântările din Senat. A plecat din nou spre Europa pe 22 mai 1858, când se împlineau doi ani de la agresiunea lui Brooks.
La Paris, proeminentul medic Charles-Édouard Brown-Séquard⁠(d) l-a diagnosticat pe Sumner cu leziuni ale măduvei spinării, care el le trata arderea pielii⁠(d) de-a lungul măduvei spinării. Sumner a ales să refuze anestezia, despre care se credea că reduce eficacitatea procedurii. Atât observatorii din acea vreme, cât și cei de mai târziu, se îndoiau că eforturile lui Brown-Séquard ajută la ceva. După ce și-a petrecut săptămâni de recuperare după aceste tratamente, Sumner și-a reluat turneul, de această dată călătorind până la Dresda și Praga și spre sud, până în Italia de două ori. În Franța a vizitat Bretania și Normandia, precum și Montpellier-ul. El i-a scris fratelui său: „Dacă cuiva îi pasă să știe cum mă descurc, poți spune că din ce în ce mai bine”.

### Întoarcerea la Senat
Sumner s-a întors la Senat în 1859. Când colegii republicani l-au sfătuit să adopte un ton mai puțin strident decât cu ani în urmă, el a răspuns: „când crimele și criminalii ne sunt azvârliți în față, ei trebuie să fie întâmpinați de toate energiile pe care Dumnezeu ni le-a dat prin argumente, dispreț, sarcasm și denunț.” După întoarcere, el a ținut primul său discurs pe 4 iunie 1860, în timpul alegerilor prezidențiale din 1860. În „Barbarismul sclaviei”, el a atacat încercările de a descrie sclavia ca pe o instituție binevoitoare, a spus că ea înăbușă dezvoltarea economică în Sud și că îi lasă pe deținătorii de sclavi dependenți de „bâtă, revolver și cuțit”. El a răspuns anticipat și la o obiecție așteptată din partea unora dintre colegii săi: „Spuneți, domnule, în nebunia dumneavoastră, că dețineți soarele, stelele, luna; dar nu spuneți că dețineți un om, înzestrat cu un suflet care va trăi nemuritor, când soarele, luna și stelele vor fi dispărut.” Chiar și aliații îi considerau limbajul prea puternic, unul numindu-l „dur, răzbunător și ușor brutal”. Și-a petrecut vara raliind forțele anti-sclavie și opunându-se discuțiilor despre vreun compromis.

### Războiul Civil

#### Radicalii
Senatorul Sumner a fost membru al unei facțiuni a Partidului Republican cunoscută sub numele de Radicalii. În martie 1861, după retragerea senatorilor din Sud, Sumner a devenit președintele Comisiei pentru relații externe. Radicalii susțineau în primul rând abolirea imediată a sclaviei și distrugerea clasei deținătorilor de plantații din Sud. Printre radicalii din Senat se numărau Sumner, Zachariah Chandler⁠(d) și Benjamin Wade⁠(d). În timpul Războiului Civil American, după căderea Fortului Sumter, în aprilie 1861, Sumner, Chandler și Wade l-au vizitat în mod repetat pe președintele Abraham Lincoln la Casa Albă, vorbind despre sclavie și rebeliune. Deși aveau o părere asemănătoare cu privire la sclavie, radicalii erau neorganizați și nu se puneau de acord între ei cu privire la alte probleme, cum ar fi problemele fiscale și valutare.

#### Emanciparea sclavilor

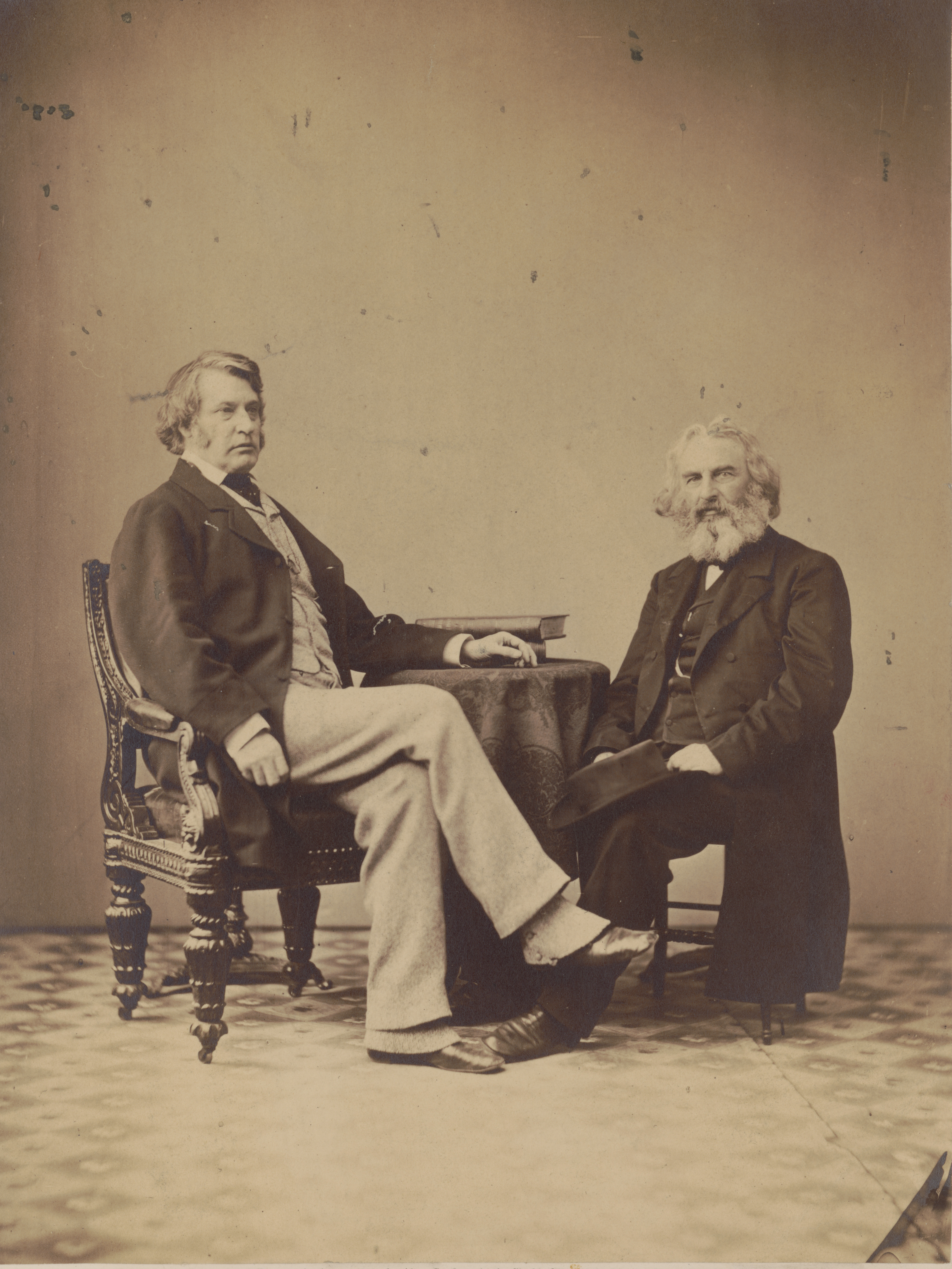
Senatorul Sumner și prietenul său Henry Wadsworth Longfellow, fotografie de, 1863

Deși în 1861 senatorii radicali doreau emanciparea imediată a sclavilor, președintele Lincoln s-a opus la început eliberării sclavilor, deoarece statele sclavagiste din Uniune Delaware, Maryland, Kentucky și Missouri ar fi fost altfel tentate să se alăture Confederației. Sumner știa însă că presiunea Războiului Civil îl va determina în cele din urmă pe președintele Lincoln să elibereze sclavii. Ca un compromis, radicalii și președintele Lincoln au adoptat două legi de confiscare în 1861 și 1862 care au permis armatei Uniunii să elibereze sclavii confiscați care, printre alte sarcini, transportau armament pentru armata confederată. Sumner și alți radicali susținuseră cu insistență ca Lincoln să emancipeze sclavii. Lincoln adoptase însă un plan moderat de emancipare treptată a sclavilor și compensare pentru proprietarii de sclavi. Sumner credea că emanciparea sclavilor ar împiedica Regatul Unit să intre în Războiul Civil, iar milioanele de sclavi eliberați din robie ar da Americii o poziție morală superioară. Lincoln l-a descris pe Sumner ca fiind „cum îmi imaginez eu un episcop” și l-a consultat ca întruchipare a conștiinței poporului american.:319 La 1 ianuarie 1863, președintele Lincoln a emis, din necesitate militară, proclamația de emancipare.

#### Blamarea generalului de brigadă unionist Stone
La 9 decembrie 1861, radicalii din Senat au înființat Comisia mixtă pentru desfășurarea războiului⁠(d), al cărui scop era să ancheteze înfrângerile în luptă și să determine loialitatea generalilor care luptau pentru efortul de război al Uniunii. Comitetul a fost format la inițiativa senatorului radical Chandler după înfrângerea Uniunii în bătălia de la Ball's Bluff⁠(d), sub comanda generalului de brigadă unionist Charles P. Stone⁠(d). În bătălia de la Ball's Bluff din 21 octombrie 1861, senatorul unionist și colonelul Edward D. Baker⁠(d), care era prieten apropiat al președintelui Lincoln, a fost ucis, iar Stone a fost acuzat pentru înfrângere de către presa unionistă. Supărat că a aflat că Stone a ordonat să se refuze acordarea de azil în armata Uniunii pentru doi sclavi fugari, Sumner l-a criticat într-un discurs al Senatului. Stone i-a scris lui Sumner o scrisoare concisă și a cerut satisfacție. La 31 ianuarie 1862, Stone s-a apărat în fața comisiei Senatului, care era prezidată de Benjamin Wade⁠(d). Arestat sub suspiciunea de trădare la 8 februarie 1862, Stone a fost închis timp de 189 de zile înainte de a fi eliberat fără explicații sau scuze.

#### Legea marțială, emanciparea, controversa discursurilor
La începutul războiului civil american în 1861, administrația Lincoln a depus mari eforturi pentru a se asigura că războiul nu va fi o revoluție purtată împotriva sclaviei. Sumner îl sfătuise pe Lincoln în luna mai să facă din sfârșitul sclaviei obiectivul principal al războiului, deoarece Sumner credea că politica lui Lincoln de a salva Uniunea ar fi imposibilă fără abolirea sclaviei. În octombrie 1861, la Convenția Republicană a statului Massachusetts de la Worcester, Sumner a făcut un pas fără precedent și a spus deschis într-un discurs că singura cauză a Războiului Civil este sclavia și că obiectivul principal al guvernului Uniunii este distrugerea sclaviei. Sumner a declarat că guvernul Uniunii avea puterea de a invoca legea marțială și de a emancipa sclavii. Discursul a stârnit controverse în rândul presei conservatoare din Boston. Discursul lui Sumner a fost denunțat ca fiind incendiar, iar Sumner a fost văzut ca fiind bolnav mintal și „candidat pentru azilul de nebuni”. Facțiunea Pământului Liber a Partidului Republican a susținut pe deplin discursul lui Sumner. Sumner a continuat să țină discursuri publice în care susținea că scopul Războiului Civil era să se pună capăt sclaviei prin emancipare.

#### AfacereaTrent
La 8 noiembrie 1861, nava Uniunii USS San Jacinto⁠(en)[traduceți], sub comanda cpt. Charles Wilkes⁠(d), a interceptat vaporul britanic RMS Trent, a capturat și a pus în custodia autorității portuare americane pe doi diplomați confederați, James M. Mason⁠(d) și John Slidell⁠(d). Opinia publică și presa din Nord erau în favoarea capturării; totuși, a existat îngrijorarea că britanicii s-ar putea folosi de acest motiv pentru a intra în război cu Statele Unite. Guvernul britanic a trimis 8.000 de trupe britanice la granița Canada-SUA și s-au făcut eforturi pentru a întări flota britanică. Secretarul Seward îi considera pe Mason și Slidell contrabandă de război. Sumner credea însă că cei doi nu se calificau drept contrabandă de război, deoarece erau neînarmați și că eliberarea lor cu scuze de către guvernul SUA este adecvată. În Senat, Sumner a suprimat dezbaterile deschise pentru a proteja imaginea administrației lui Lincoln. La 25 decembrie 1861, la invitația lui Lincoln, Sumner a citit în fața Cabinetului lui Lincoln scrisorile pe care le-a primit de la personalități politice britanice proeminente, inclusiv Cobden⁠(d), Bright⁠(d), Gladstone și Ducele de Argyll⁠(d). Scrisorile au furnizat informații critice cu privire la sentimentul politic din Regatul Unit și sprijineau eliberarea emisarilor către britanici. „Câte un război pe rând” a fost răspunsul lui Lincoln; a ordonat apoi, în liniște, dar fără tragere de inimă, eliberarea captivilor confederați în custodie britanică și și-a cerut scuze pentru capturarea lor. După Afacerea Trent, reputația lui Sumner s-a îmbunătățit în rândul nordicilor conservatori.

#### Recunoașterea statului Haiti
În calitate de președinte al Comisiei de Relații Externe a Senatului, Sumner și-a reînnoit eforturile de a obține recunoașterea diplomatică⁠(d) a statului Haiti de către SUA. Haiti dorea recunoașterea de la câștigarea independenței în 1804, dar s-a confruntat cu opoziția senatorilor din Sud. În absența lor, SUA au recunoscut Haiti în 1862.

#### Argumentul celor „două civilizații”.
Osofsky susține că Sumner și yankeii consideră războiul o „luptă de moarte” între „două civilizații reciproc contradictorii”. Soluția pentru Sumner, „modul de a «civiliza» și «americaniza» Sudul” era transformarea lui într-o versiune idealizată a New Englandului. Urma să fie cucerit și apoi transformat cu forța într-o societate definită în termeni nordici.

#### Obiecția față de memorialul Taney
În februarie 1865, au existat dezbateri considerabile cu privire la autorizarea creării unui memorial pentru președintele Curții Supreme Americane Roger Taney. Sumner i-a fost de multă vreme inamic lui Taney și i-a atacat decizia în cauza Dred Scott v. Sandford. Vorbind la Senat, într-o controversă cu senatorul Lyman Trumbull⁠(d), Sumner, care a obiectat față de ridicarea memorialului, a afirmat: 
Grăiesc ce nu poate fi negat când declar că opinia președintelui Curții Supreme în cazul lui Dred Scott este mai abominabilă decât orice lucru de asemenea fel din istoria tribunalelor. Temeiul juridic a ajuns în punctul cel mai jos cu această ocazie. Nu ați uitat acea cruntă hotărâre în care o prea strâmbă judecată a fost susținută de o falsificare a istoriei. Desigur, [nu numai] Constituția Statelor Unite și toate principiile libertății au fost falsificate, ci adevărul istoric a fost falsificat și el …
Lucrarea a fost comandată, iar Horatio Stone a creat un bust de marmură al lui Taney, care este expus în Camera Veche a Curții Supreme.

### Reconstrucția și drepturile civile

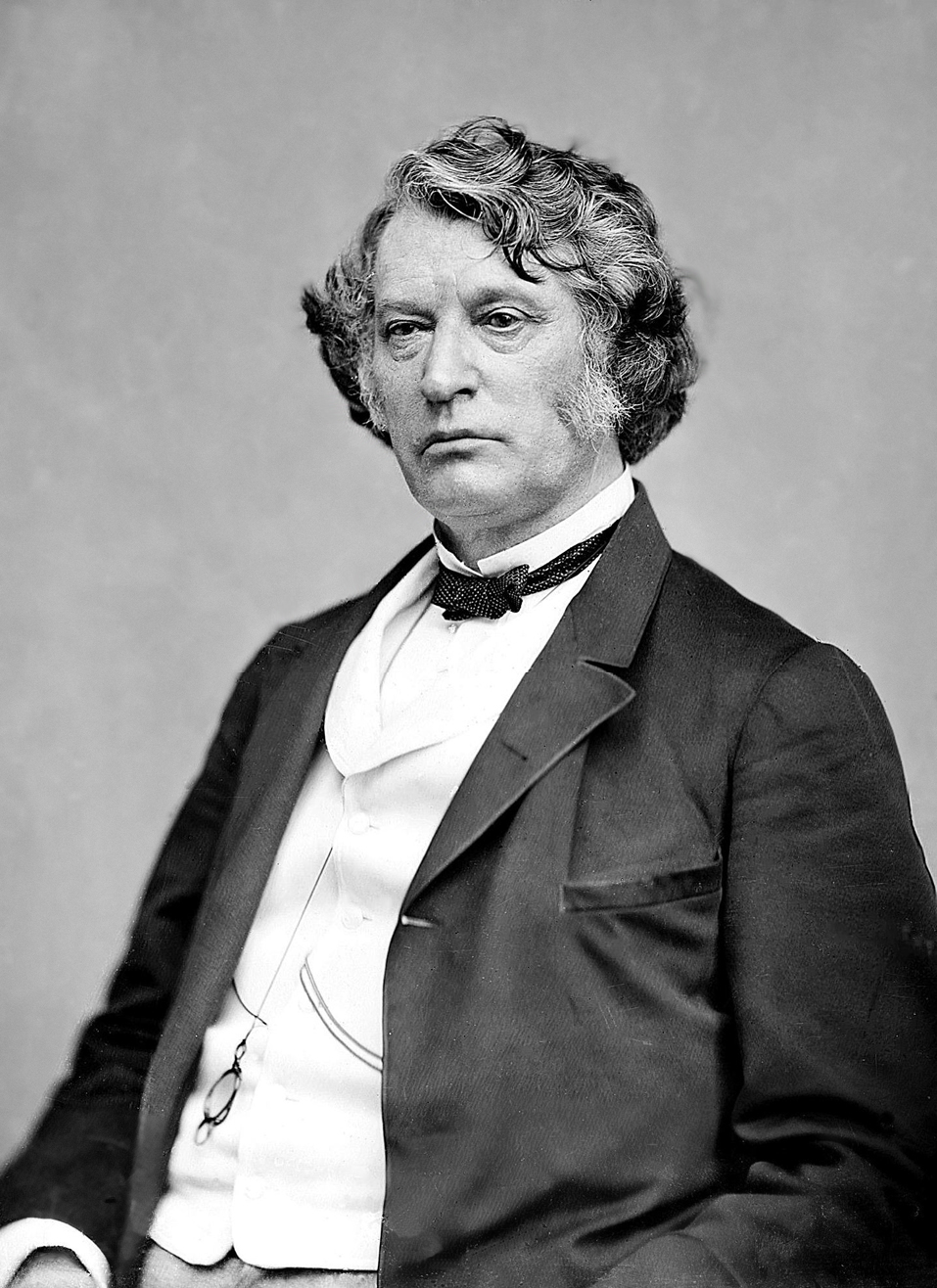
Sumner ca. 1865, de

Pe tot parcursul războiului, Sumner a fost principalul apărător al negrilor, fiind cel mai viguros susținător al emancipării, al înrolării negrilor în Armata Uniunii și al înființării Biroului Sclavilor Eliberați⁠(d). Fiind unul dintre liderii republicani radicali din Senatul de după război, Sumner a luptat pentru a asigura drepturi civile și de vot egale pentru sclavii eliberați pe motiv că „consimțământul celor guvernați” era un principiu de bază al republicanismului american⁠(d) și pentru a-i împiedica pe foștii confederați să obțină funcții politice și să anuleze victoria Nordului în Războiul Civil.
Epoca de Reconstrucție a Statelor Unite după Războiul Civil American a fost  de obicei privită, în secolul al XIX-lea și începutul secolului al XX-lea, ca o eră a exploatării Sudului și a corupției politicienilor din Nord și a politicilor federale dure, conduse de republicanii radicali. Situația înfrânților în timpul Reconstrucției a fost în mare măsură ignorată de istoricii conservatori care urmau principiile Școlii Dunning⁠(d). Potrivit istoricului Eric Foner, în anii 1960, istoricii revizioniști au reinterpretat Reconstrucția „în lumina atitudinilor schimbate față de locul negrilor în societatea americană”. Charles Sumner, un republican radical, a devenit un idealist și un apărător al drepturilor civile ale afro-americanilor în această perioadă tulbure și controversată a istoriei Statelor Unite. Sumner s-a alăturat colegilor săi republicani pentru a trece peste vetourile președintelui Johnson și a impus unele dintre opiniile lor, deși ideile cele mai radicale ale lui Sumner nu au fost puse în aplicare. Cu toate acestea la sfârșitul anului 1866, senatorul Sumner a susținut dreptul la vot imparțial pentru afro-americani, dorind să impună cerințe de alfabetizare pentru toți sudiștii. Dacă clauza de alfabetizare a lui Sumner ar fi fost adoptată, doar o mică parte a negrilor ar fi putut vota, ceea ce tot ar fi fost mult mai mult decât erau Congresul sau guvernele albilor din Sud pregătite să adopte la acea vreme. Când Congresul a deschis votul tuturor bărbaților adulți credincioși SUA din Sud în anul următor, Sumner a susținut ferm ideea.
Teoria radicală a Reconstrucției a lui Sumner propunea că nimic dincolo de limitele Constituției nu restricționează Congresul să stabilească modul în care vor fi tratate cele unsprezece state învinse, dar că chiar și acel document trebuia citit în lumina Declarației de Independență, pe care o considera parte esențială a dreptului fundamental. Nemergând la fel de departe ca Thaddeus Stevens în a vedea statele secesioniste ca „provincii cucerite”, el susținea totuși că, prin declararea secesiunii, ele au comis Felo de se⁠(d) (sinucidere de stat) și ar putea fi acum transformate în teritorii care ar trebui să fie pregătite pentru statutul de stat, în condițiile stabilite de guvernul național. El a obiectat față de politicile de reconstrucție mai îngăduitoare ale lui Lincoln și mai târziu ale lui Andrew Johnson, ca fiind negeneroase cu foștii sclavi, inadecvate în garanțiile lor de egalitate în drepturi și o limitare a puterilor Congresului. Când Andrew Johnson a fost pus sub acuzare, Sumner a votat pentru condamnare la procesul său de destituire. Îi părea rău doar că a trebuit să voteze pentru fiecare articol de acuzare, pentru că, după cum a spus el, ar fi preferat să voteze „vinovat de toate și infinit mai mult”.
Sumner a fost prieten cu Samuel Gridley Howe⁠(d) și o forță îndrumătoare pentru Comisia de anchetă a elibertăților americani⁠(d), înființată în 1863. El a fost unul dintre cei mai de seamă susținători ai dreptului de vot pentru negri, împreună cu acordarea de locuri gratuite de casă și educație publică gratuită. Atitudinea sa fără compromis nu l-a făcut plăcut moderaților, iar aroganța și inflexibilitatea lui i-au inhibat adesea eficiența ca legiuitor. El a fost în mare parte exclus de la lucrările privind cel de al treisprezecelea amendament, în parte pentru că nu s-a înțeles cu senatorul de Illinois Lyman Trumbull⁠(d), care prezida Comisia juridică a Senatului și făcea mare parte  din munca la amendament. Sumner a introdus un amendament alternativ care combina al treisprezecelea amendament cu elemente ale celui de al paisprezecelea amendament. Acesta ar fi abolit sclavia și ar fi declarat că „toți oamenii sunt egali în fața legii”. În timpul Reconstrucției, el a atacat adesea legislația privind drepturile civile ca fiind inadecvată și a luptat pentru o legislație care să dea pământ sclavilor eliberați și să impună educație pentru toți, indiferent de rasă, în Sud. El vedea segregarea și sclavia ca fiind două fețe ale aceleiași monede. În 1872, a introdus un proiect de lege privind drepturile civile prin care impunea condiții egale în toate locurile publice și cerea ca procesele judecate în temeiul acestei legi să fie de competența instanțelor federale. Proiectul de lege nu a fost adoptat, dar Sumner l-a reînviat în următoarea legislatură și, pe patul de moarte, i-a rugat pe vizitatorii lui să aibă grijă să nu mai fie respins.
Sumner a încercat în mod repetat să elimine cuvântul „alb” din legile de naturalizare. El a prezentat proiecte de lege în acest sens în 1868 și 1869, dar niciunul nu a ajuns la vot. La 2 iulie 1870, Sumner a decis să modifice un proiect de lege în așteptare, ștergând cuvântul „alb” de oriunde apărea el în toate actele Congresului referitoare la naturalizarea⁠(d) imigranților. La 4 iulie 1870, el spunea: „Senatorii se angajează să ne tulbure … amintindu-ne de posibilitatea ca un număr mare de oameni să vină din China; dar răspunsul la toate acestea este foarte evident și foarte simplu. Dacă chinezii vin aici, vor veni pentru cetățenie sau doar pentru muncă? Dacă vin pentru cetățenie, atunci în această dorință ei își iau un angajament de loialitate instituțiilor noastre; și unde este pericolul în astfel de jurăminte? Sunt pașnici și harnici; cum poate fi cetățenia lor prilej de solicitudine?” El i-a acuzat pe legiuitorii care promovează legislația antichineză că trădează principiile Declarației de Independență: „Mai răi decât orice păgân din străinătate sunt cei din mijlocul nostru care sunt mincinoși față de instituțiile noastre”. Proiectul de lege al lui Sumner a fost respins, iar din 1870 până în 1943 și, în unele cazuri, până în 1952, chinezii și alți asiatici nu erau eligibili să dobândească prin naturalizare cetățenia SUA. Sumner a rămas un susținător al drepturilor civile pentru negri. El a fost coautor al legii drepturilor civile din 1875⁠(d) împreună cu John Mercer Langston⁠(d) și a prezentat proiectul de lege în Senat pe 13 mai 1870. Proiectul de lege a fost adoptat de către Congres la un an după moartea sa, în februarie 1875, și a fost promulgat de președintele Ulysses S. Grant la 1 martie 1875. A fost ultima lege a drepturile civile timp de 82 de ani până la adoptarea legii drepturilor civile din 1957⁠(d). Curtea Supremă a hotărât că este neconstituțională în 1883, când a decis pe un grup de cauze cunoscute sub numele de Cazurile Drepturilor Civile⁠(d).

### Tratatul de anexare a teritoriului Alaska
Pe tot parcursul lunii martie 1867, secretarul de stat William H. Seward și emisarul rus Edouard de Stoeckl s-au întâlnit la Washington, DC și au negociat un tratat pentru anexarea și vânzarea teritoriului rusesc Alaska de pe continentul american către Statele Unite pentru suma de 7.200.000 de dolari. Președintele Johnson a înaintat tratatul Congresului pentru ratificare cu aprobarea lui Sumner, iar pe 9 aprilie, comisia sa de relații externe a aprobat și trimis tratatul Senatului. Într-un discurs de 3 ore, Sumner a vorbit în favoarea tratatului la Senat, descriind în detaliu istoria imperială a Alaskăi, resursele naturale, populația și clima. Sumner dorea să blocheze expansiunea britanică în Canada, argumentând că Alaska joacă un rol strategic din punct de vedere geografic și financiar, în special pentru statele de pe coasta Pacificului. El a spus că Alaska va lărgi granițele Americii, va răspândi instituțiile republicane și va reprezenta un act de prietenie cu Rusia. Tratatul a obținut majoritatea necesară de două treimi, cu un vot în plus.
Tratatul din 1867 nu recunoștea oficial, nu clasifica și nici nu compensa vreun eschimos sau amerindian din Alaska; referindu-se doar la ei ca „triburi necivilizate” aflate sub controlul Congresului. Prin legea federală, triburile native din Alaska, inclusiv inuiții, aleuții⁠(d) și atabascanii⁠(d), aveau dreptul doar asupra pământului pe care îl locuiau. Conform tratatului, triburile băștinașe din Alaska au fost excluse de la cetățenia Statelor Unite. Cu toate acestea, cetățenia era disponibilă rezidenților ruși. Creolii⁠(d), persoane de origine rusă și amerindiană, erau considerați ruși. Sumner a declarat că noul teritoriu va fi numit după denumirea sa aleutină Alaska, ceea ce înseamnă „țară mare”. Sumner a susținut pentru cetățenii americani din Alaska educația publică gratuită și legi de protecție egală.
Printre realizările personale ale lui Sumner în 1867 s-a numărat și alegerea sa ca membru al American Philosophical Society.

### Pretențiile pentru CSSAlabama

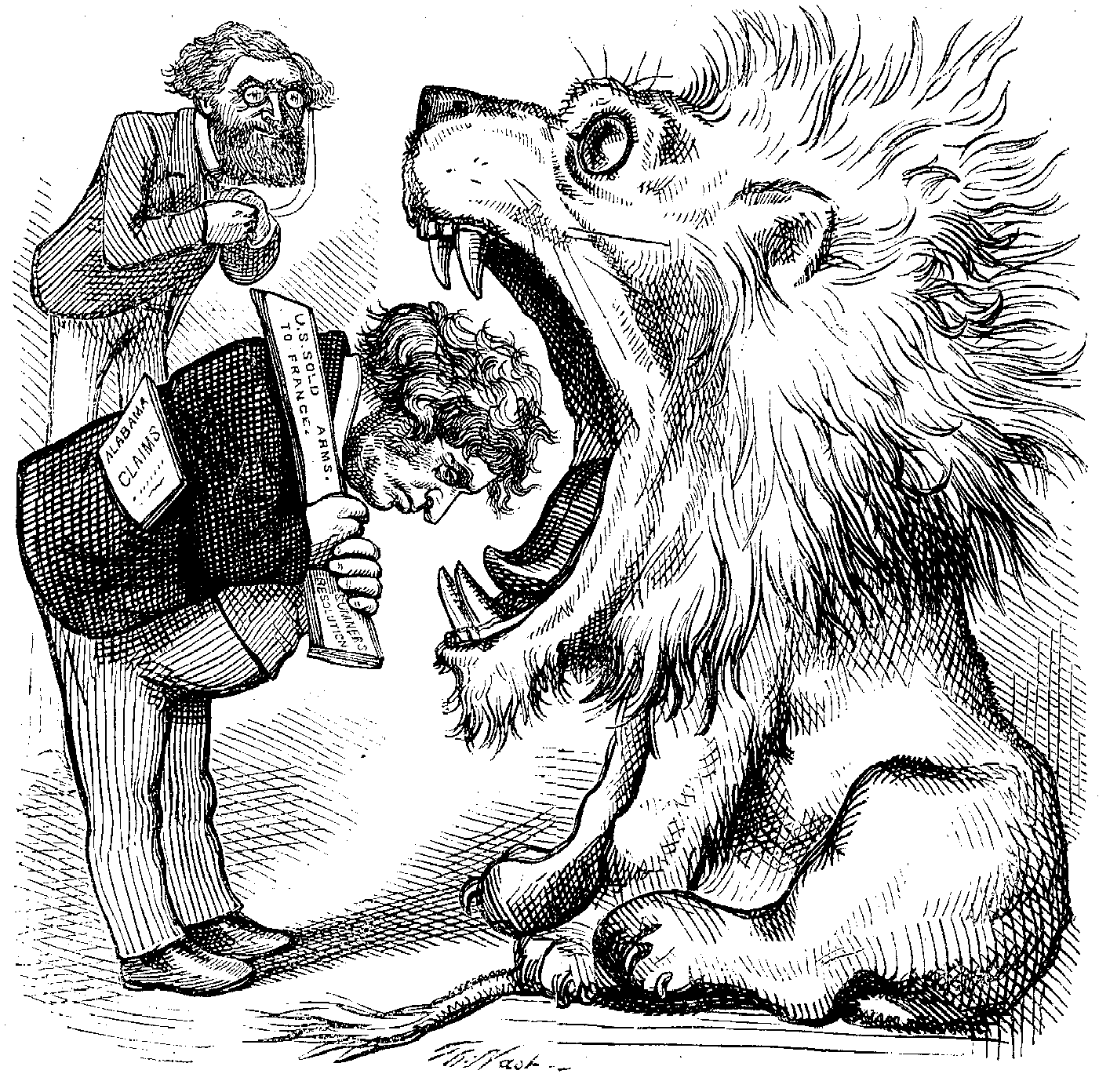
Sumner pune capul în gura leului britanic — Harper's Weekly, 1872

Sumner avea o bună reputație în Regatul Unit, dar după război și-a sacrificat-o prin poziția sa față de pretențiile SUA privind încălcările neutralității de către britanici. SUA aveau pretenții împotriva Regatului Unit pentru daunele provocate de navele confederate dotate sau reparate în porturile britanice. Sumner susținea că, întrucât Regatul Unit a acordat Confederației drepturi de beligeranți, aceasta era responsabilă pentru prelungirea duratei războiului și a pierderilor ulterioare. În 1869, el a afirmat că Regatul Unit ar trebui să plătească despăgubiri nu numai pentru navele ce efectuau raidui, ci și „celelalte daune, imense și infinite, cauzate de prelungirea războiului”. El a cerut 2.000.000.000 de dolari pentru aceste „pretenții naționale” în plus față de 125.000.000 de dolari pentru daune produse de atacatori. Sumner nu se aștepta ca Regatul Unit să plătească sau să poată plăti vreodată această sumă imensă, dar a sugerat să predea Canada drept despăgubire. Această propunere i-a jignit pe mulți britanici, deși a fost luată în serios de mulți americani, inclusiv de secretarul de stat, al cărui sprijin aproape că a deraiat înțelegerea cu Regatul Unit în lunile dinainte de reunirea conferinței de arbitraj de la Geneva. La conferința de arbitraj de la Geneva care a soluționat pretențiile SUA împotriva Regatului Unit, grupul de arbitri a refuzat să ia în considerare acele „pretenții constructive” sau „naționale”.
Sumner a avut o oarecare influență asupra lui J. Lothrop Motley⁠(d), ambasadorul SUA în Marea Britanie, făcându-l să ignore instrucțiunile secretarului de stat Hamilton Fish în această privință, deși nu atât de mult cum au indicat unii istorici. Aceasta l-a jignit pe președintele Grant, dar, deși ar fi fost dat drept motiv oficial pentru înlăturarea lui Motley, nu era ceva chiar atât de presant: demiterea a avut loc la un an după presupusele fapte ale lui Motley, iar motivul real a fost un act de sfidare al președintelui împotriva lui Sumner.

### Tratatul de anexare a Republicii Dominicane
În 1869, într-un plan expansionist, președintele Grant a analizat anexarea unei țări insulare din Caraibe, Republica Dominicană, cunoscută atunci sub numele de Santo Domingo. Grant credea că resursele minerale de pe insulă vor fi valoroase pentru Statele Unite și că afro-americanii reprimați în Sud ar avea un refugiu sigur spre care să migreze. Penuria de forță de muncă în Sud i-ar forța pe sudiști să fie toleranți față de afro-americani. În iulie și noiembrie 1869, sub autoritatea președintelui Grant și cu permisiunea Departamentului de Stat la a doua călătorie, Orville Babcock⁠(d), secretarul privat al președintelui Grant, a negociat în secret un tratat cu Buenaventura Báez⁠(d), președintele Republicii Dominicane. Tratatul inițial al lui Babcock nu fusese autorizat de Departamentul de Stat. Țara insulară era însă în pragul unui război civil între președintele Báez și fostul președinte Marcos A. Cabral. Președintele Grant a trimis Marina SUA să susțină Republica Dominicană împotriva unei posibile invazii și a unui război civil în timp ce se desfășurau negocierile pe tema tratatului. Această acțiune militară era controversată, deoarece protecția navală nu era autorizată de Congresul SUA. Tratatul oficial, întocmit de secretarul de stat Hamilton Fish în octombrie 1869, anexa Republica Dominicană la Statele Unite, promitea că în viitor aceasta va fi un stat, prevedea închirierea golfului Samaná⁠(d) pentru 150.000 de dolari anual și o plată de 1.500.000 de dolari a datoriei naționale dominicane. În ianuarie 1870, pentru a obține sprijin pentru tratat, președintele Grant l-a vizitat pe Sumner la casa lui din Washington, crezând în mod eronat că Sumner își dăduse acordul pentru tratat. Sumner i-a spus că el doar promisese că va lua în considerare tratatul într-o manieră favorabilă. Această întâlnire avea să ducă mai târziu la răcirea relațiilor între Sumner și Grant. Tratatul a fost înaintat în mod oficial Senatului Statelor Unite pe 10 ianuarie 1870.

Președintele Ulysses S. GrantTratatul de anexare a Republicii Dominicane a provocat răcirea relațiilor între președintele Grant și senatorul Sumner. — Brady 1869

Sumner, adversar al imperialismului american în Caraibe, temându-se că anexarea ar duce la cucerirea învecinatei republici a negrilor Haiti, a devenit convins că în spatele tratatului stă corupția și că apropiații președintelui erau corupți. În calitate de președinte al Comisiei de Relații Externe a Senatului, Sumner și-a reținut inițial opinia cu privire la tratat la 18 ianuarie 1870. Sumner primise pe ascuns de la secretarul de stat adjunct, Bancroft Davis⁠(d), informații conform căora navele navale americane erau folosite pentru a-l proteja pe Báez. Comisia lui Sumner a votat împotriva anexării și, la sugestia lui Sumner, și foarte posibil pentru a salva partidul de la o luptă urâtă sau pe președinte de o rușine, Senatul a ținut dezbaterea tratatului cu ușile închise în ședința executivă. Grant a insistat și a trimis mesaje Congresului în favoarea anexării la 14 martie 1870 și 31 mai 1870. În ședința închisă, Sumner s-a pronunțat împotriva tratatului; avertizând că vor fi dificultăți cu cetățenii străini, observând rebeliunea cronică ce avea loc pe insulă și riscul ca independența Haitiului, recunoscută de Statele Unite în 1862, să se piardă. Sumner a declarat că folosirea de către Grant a Marinei SUA pentru instituirea protectoratului era neconstituțională și încălca dreptul internațional. În cele din urmă, la 30 iunie 1870, tratatul a fost supus la vot în Senat și nu a reușit să obțină majoritatea necesară de 2/3 pentru adoptarea tratatului.
A doua zi, simțindu-se trădat de Sumner, Grant a ripostat ordonând demiterea prietenului apropiat al lui Sumner, John Lothrop Motley⁠(d), ambasador în Regatul Unit. Până în toamnă, ostilitatea personală a lui Sumner față de președinte era de notorietate, iar el l-a învinovățit pe secretarul de stat că nu și-a dat demisia ca să nu fie părtaș la acțiunile lui Grant. Cei doi, prieteni până atunci, au devenit dușmani înverșunați. În decembrie 1870, încă temându-se că Grant ar fi vrut să anexeze Santo Domingo cumva, Sumner a ținut un discurs extrem de critic, acuzându-l pe președinte de uzurpare și pe Babcock de comportament inetic. Deja Grant, susținut de Fish, inițiase o campanie de destituire a lui Sumner de la președinția Comisiei de Relații Externe a Senatului. Deși Sumner a declarat că este un „om al administrației”, pe lângă faptul că a oprit tentativa lui Grant de anexare a Republicii Dominicane, el a blocat abrogarea completă de către Grant a legii privind durata petrecută în funcție⁠(d), blocase numirea lui Alexander Stewart⁠(d) ca secretar al Trezoreriei SUA și a fost o forță constantă ce promova insistent politici de implementare a Reconstrucției mai rapide decât era dispus Grant. Grant era deranjat și de atitudinea superioară a lui Sumner. Când i s-a spus odată că Sumner nu crede în Biblie, președintele a răspuns că nu se miră: „[așa e, pentru că] nu a scris-o el”. Pe măsură ce ruptura dintre Grant și Sumner creștea, sănătatea lui Sumner intra în declin. Când cel de-al 42-lea Congres al SUA s-a întrunit pe 4 martie 1871, senatorii afiliați președintelui Grant, cunoscuți sub numele de „Noii Radicali” au votat să-l înlăture pe Sumner de la președinția Comisiei pentru Relații Externe al Senatului.

### Revolta liberal-republicanilor
Sumner s-a întors împotriva lui Grant. Ca mulți alți reformatori, el a condamnat corupția din administrația lui Grant. Sumner credea că programul pentru drepturile civile pe care l-a susținut nu poate fi realizat de un guvern corupt. În 1872, s-a alăturat Partidului Liberal Republican⁠(d), care fusese înființat de republicani reformiști precum Horace Greeley. Liberal-republicanii au susținut dreptul la vot al negrilor, cele trei amendamente ale Reconstrucției și drepturile civile de bază deja protejate de lege, dar au cerut și amnistie pentru foștii confederați și au deplâns guvernele republicane din Sud alese cu ajutorul voturilor negrilor, au minimalizat terorismul Ku-Klux Klanului și au susținut că a sosit momentul să reinstituie „autonomia” în Sud, ceea ce în termeni practici însemna guvernarea statelor din Sud de către democrații albi. Ei nu au susținut deloc proiectul de lege pentru drepturile civile al lui Sumner, dar Sumner li s-a alăturat pentru că era convins că a venit timpul pentru reconciliere și că democrații erau sinceri în declarațiile lor că vor respecta acordul de reconstrucție.

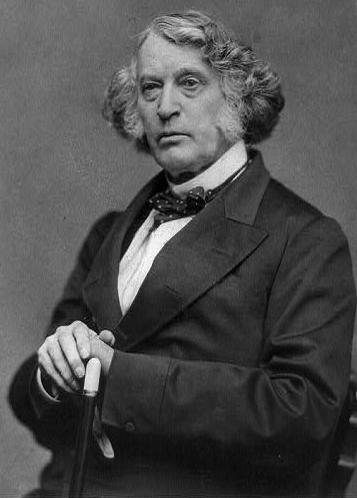
Sumner spre sfârșitul vieții

### Concilierea Sudului
Sumner nu vedea o contradicție între sprijinul acordat de el pentru drepturile civile și Sud. Dimpotrivă, el susținea întotdeauna că o garanție a egalității este singura condiție esențială pentru o adevărată reconciliere. Spre deosebire de alți republicani radicali, el se opunea ferm spânzurării sau încarcerării liderilor confederați. În decembrie 1872, el a introdus o rezoluție a Senatului care prevedea că numele bătăliilor din Războiul Civil nu ar trebui să apară ca „onoruri de luptă” pe drapelele regimentelor Armatei SUA. Propunerea nu era nouă: Sumner oferise o rezoluție similară la 8 mai 1862, iar în 1865 propusese ca niciun tablou expus în Capitoliu să nu înfățișeze scene din Războiul Civil, deoarece, după cum vedea el, păstrând vii amintirile lui un război intestin al unui popor era ceva barbar. Propunerea lui nu afecta marea majoritate a drapelelor de luptă, deoarece aproape toate regimentele care au luptat erau regimente ale statelor, iar acestea nu erau reglementate de o lege federală. Ideea lui Sumner era însă că orice regiment al Statelor Unite, care va înrola în viitor atât persoane din Sud, cât și din Nord, nu trebuie să poarte pe drapelul său nicio insultă la adresa celor care i se alăturau. Rezoluția sa nu a avut nicio șansă să fie adoptată, dar prezentarea ei i-a jignit pe veteranii Armatei Uniunii. Legislativul din Massachusetts l-a admonestat pe Sumner pentru că a adus „o insultă soldaților loiali ai națiunii” și că „a enunțat condamnarea fără rezerve a oamenilor din stat”. Poetul John Greenleaf Whittier⁠(d) a condus un efort de a anula această admonestare în anul următor. El a reușit la începutul anului 1874 cu ajutorul aboliționistului Joshua Bowen Smith⁠(d), care se întâmpla să fie membru al legislativului în acel an. Sumner a apucat să audă rezoluția de anulare prezentată Senatului în ultima zi în care a fost acolo. A murit în după-amiaza următoare.

### AfacereaVirginius
La 30 octombrie 1873, Virginius, o navă de transport de muniții și trupe care sprijinea rebeliunea cubaneză⁠(d) și arbora pavilionul SUA, a fost capturată de autoritățile spaniole. După un proces rapid desfășurat la Santiago, Cuba, autoritatea spaniolă a executat 53 de membri ai echipajului, inclusiv cetățeni americani și britanici. Deși Sumner simpatiza cu rebelii cubanezi și cu cei care au fost executați de autoritatea republicană spaniolă, el a refuzat să sprijine intervenția militară a SUA sau anexarea Cubei. Pe 17 noiembrie 1873, când a fost găsit de un reporter, Sumner și-a exprimat părerile într-un interviu despre Afacerea Virginius⁠(d) la o bibliotecă locală din Boston. Sumner credea că, deși nava arbora pavilionul american, misiunea navei era ilegală. Sumner, care se opunea neutralității față de insurgenții cubanezi a Administrației Grant, credea că Statele Unite trebuie să sprijine Prima Republică Spaniolă. Pe 28 noiembrie 1873, secretarul de stat Hamilton Fish, care a gestionat cu calm incidentul în fața protestelor celor care cereau intrarea în război, a negociat o înțelegere pașnică cu președintele spaniol Emilio Castelar⁠(d) și a evitat războiul cu Spania.

### Moartea
Bolnav de mult timp, Charles Sumner a murit în urma unui atac de cord la casa sa din Washington, DC, la 11 martie 1874, la vârsta de 63 de ani, după ce a servit aproape 23 de ani în Senat. Sicriul a fost depus la rotonda Capitoliului Statelor Unite⁠(d), el fiind al doilea senator (după Henry Clay în 1852) și a patra persoană onorată astfel. La înmormântarea sa de pe 16 martie din cimitirul Mount Auburn⁠(d) din Cambridge, Massachusetts, sicriul a fost purtat, printre alții, de Henry Wadsworth Longfellow, Oliver Wendell Holmes, Ralph Waldo Emerson și John Greenleaf Whittier⁠(d).
Cuvântarea senatorului de Mississippi Lucius Lamar⁠(d) a fost controversată, având în vedere originile sale din Sud, încât incidentul a dus la includerea lui Lamar în Profiles in Courage⁠(d).

## Interpretări istorice
Contemporanii și istoricii au explorat pe larg personalitatea lui Sumner. Prietenul lui Sumner, senatorul Carl Schurz⁠(d), a lăudat integritatea, „curajul moral”, „sinceritatea convingerilor” și „dezinteresarea motivelor” lui Sumner. Cu toate acestea, biograful lui Sumner, câștigător al premiului Pulitzer, David Donald⁠(d), originar din Sud, îl prezintă pe Sumner în primul său volum, Charles Sumner and the Coming of the Civil War (1960), ca pe un moralist insuportabil de arogant; un egoist umflat de mândrie; condenscendent și incapabil să facă distincția între problemele mari și cele mici. Donald concluzionează că Sumner era un laș care evita confruntările cu numeroșii săi dușmani, pe care îi insulta în mod obișnuit în discursuri pregătite. Cu toate acestea, niciunul dintre prietenii săi de la acea vreme nu se îndoia de curajul lui, iar aboliționistul Wendell Phillips, care îl cunoștea bine pe Sumner, și-a amintit că sudiștii din anii 1850 din Washington se întrebau, de fiecare dată când Sumner își părăsea casa dimineața, dacă se va întoarce în ea în viață. Chiar înainte de a muri, Sumner a apelat la prietenul său Ebenezer Rockwood Hoar. „Jude”, i-a spus el, „spune-i lui Emerson cât de mult îl iubesc și îl cinstesc”. „A spus despre tine odată”, i-a răspuns Hoar, „că nu a cunoscut niciodată un suflet atât de alb”.

Biografii au variat în aprecierea lor despre Sumner. Premiul Pulitzer a revenit biografului David Donald, a cărui biografie în două volume arată problemele lui Sumner în relația cu colegii săi: 
„Privit cu neîncredere de prieteni și aliați, și reciprocându-le neîncrederea, un om cu o «cultură ostentativă», un «egocentrism necizelat», și «un specimen de o juvenilitate prelungită și morbidă», Sumner combina o convingere pasionată în propria sa puritate morală cu o stăpânire a «înfloriturilor retorice» ale secolului al XIX-lea și cu un «remarcabil talent pentru raționalizare». «Dând peste politică mai mult din întâmplare», ridicat în Senatul Statelor Unite mai mult din noroc, dispus să se complacă în «demagogie jacksoniană» de dragul convenienței politice, Sumner a devenit un agitator aprig și puternic al conflictului secțional. Cioplindu-și reputația de cel mai detestat dușman al Sudului și cel mai îndrăzneț prieten al negrilor, a inflamat disensiunile secționale, și-a îmbogățit averea personală și a contribuit la înfăptuirea unei tragedii naționale.”

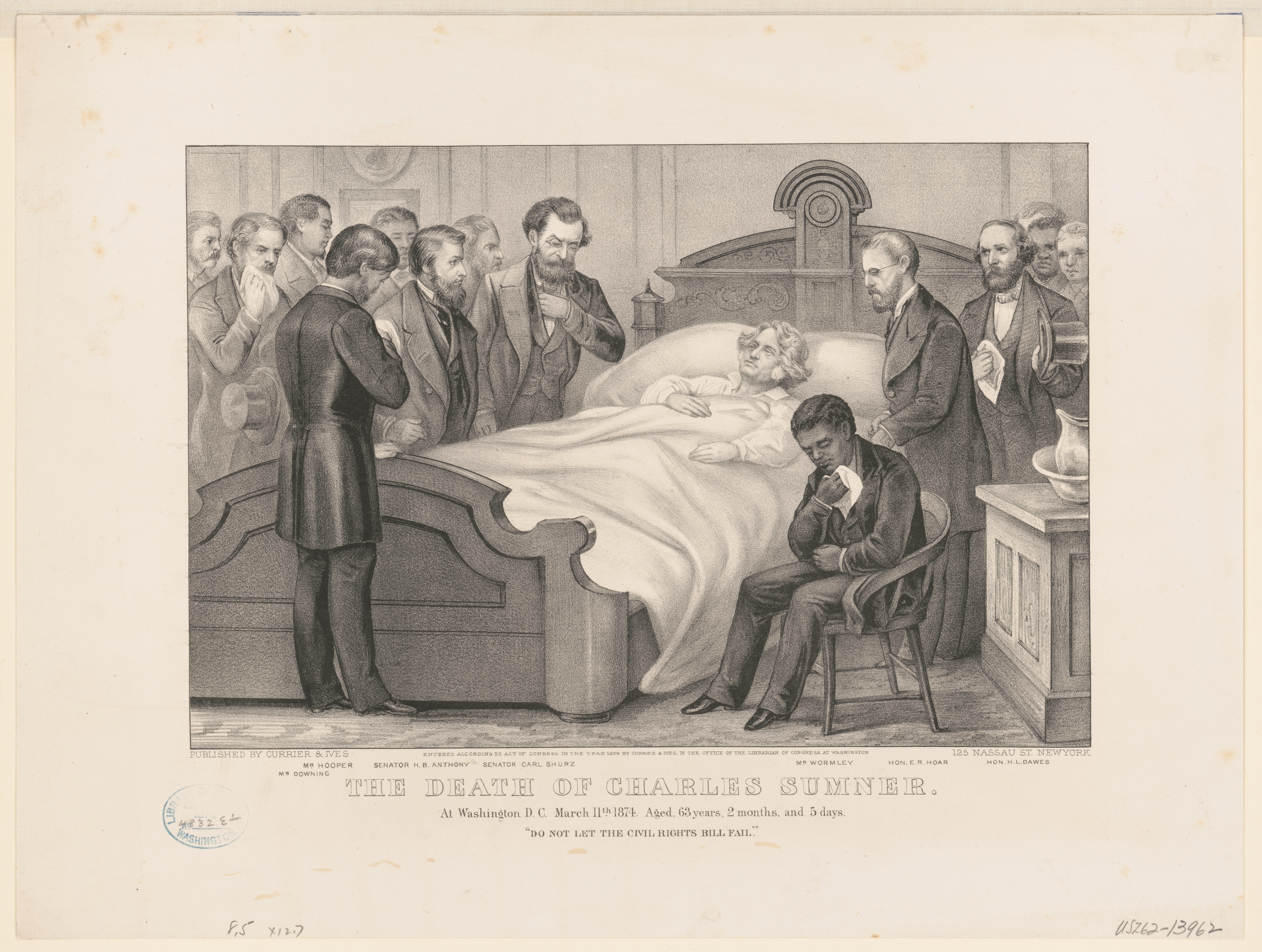
Moartea lui Sumner

Moorfield Storey, timp de doi ani secretarul privat al lui Sumner și ulterior biograful lui, văzând unele dintre aceleași calități, le interpretează mai favorabil:
„Charles Sumner a fost un om măreț în credința sa absolută față de principiu, percepția clară a nevoilor țării, curajul nestrămutat, sinceritatea sa perfectă, devotamentul persistent față de datorie, indiferența față de considerațiile egoiste, disprețul înalt față de meschinărie. A fost în esența lui simplu până la sfârșit, curajos, blând, și pur…. La origini modest și nu prea încrezător în sine, rezultatul luptei lui a fost să-l facă egocentric și dogmatic. Puțini oameni de succes au scăpat de acest revers al medaliei succesului, care l-au însoțit tot mai mult cu anii….natura naiv de simplă a lui Sumner, încrederea în tovarășii săi, și lipsa de umor s-au combinat pentru a-l împiedica să ascundă ceea ce mulți simt dar pot să ascundă mai bine. De când a intrat în viața publică și până a murit, a fost o puternică forță muncind constant pentru dreptate….Lui Sumner mai mult decât oricărui alt om, poate cu excepția lui Lincoln, rasa de culoare îi datorează emanciparea și măsura de drepturi egale de care se bucură astăzi.”
Reputația lui Sumner în rândul istoricilor conservatori din prima jumătate a secolului al XX-lea a fost în mare parte negativă — ei îl acuzau în special de excesele Reconstrucției Radicale, care, în viziunea predominantă a lor, cuprindeau fapta de neconceput de a-i lăsa pe negri să voteze și să dețină funcții. Atât Școala Dunning,⁠(d) cât și revizioniștii anti-Dunning aveau o perspectivă deosebit de negativă în ceea ce privește prestația sa din timpul Reconstrucției.
Cu toate acestea, în ultimii ani, istoricii au început să-i sublinieze rolul de cel mai important susținător al drepturilor negrilor înainte, în timpul și după Războiul Civil; un istoric spune că a fost „poate cel mai puțin rasist om din America vremii lui”.

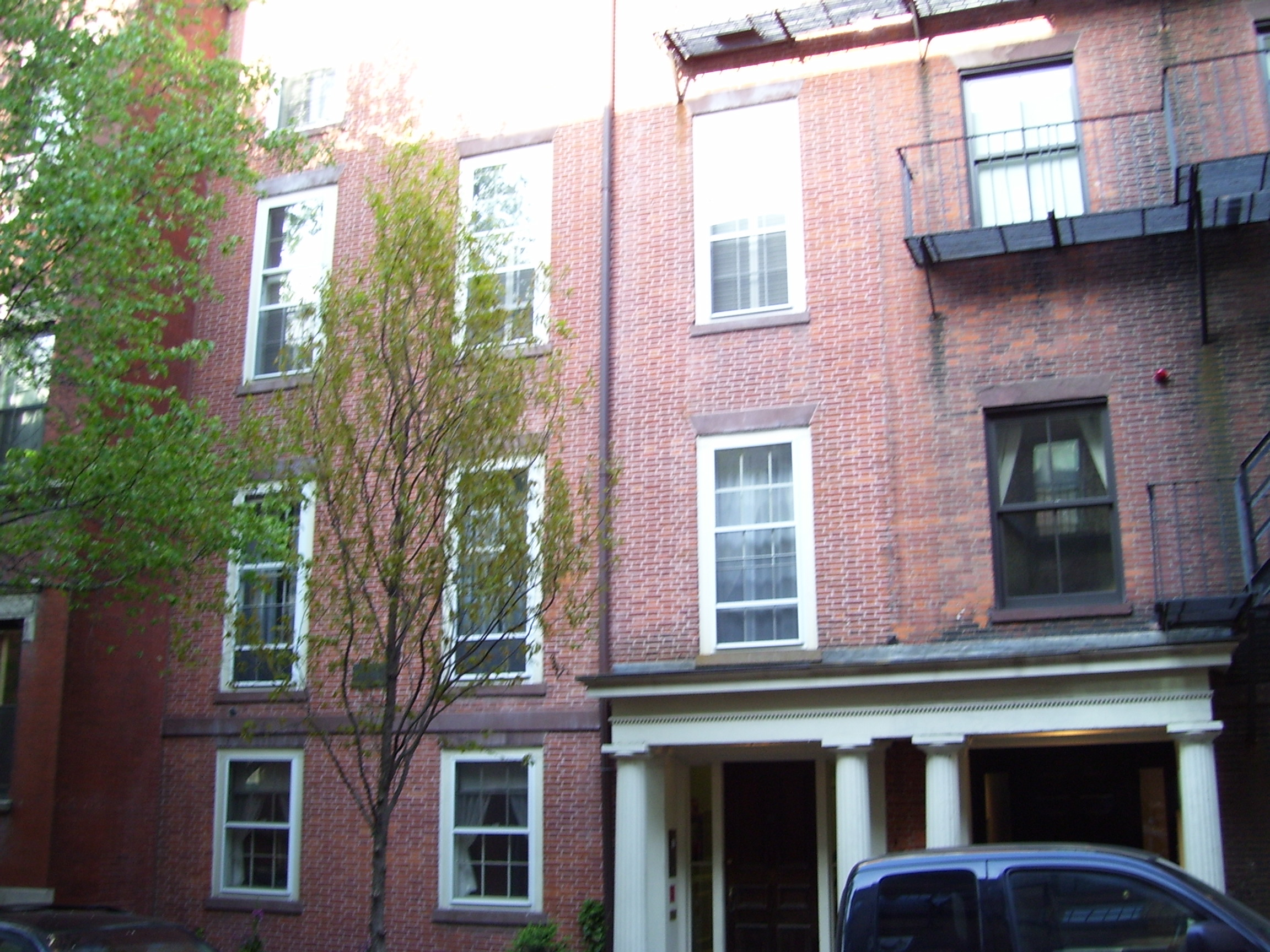
, Boston

Biografia lui Sumner scrisă de Anne-Marie Taylor, cuprinzând perioada de până în 1851, oferea o evaluare mult mai favorabilă a unui tânăr, respectat de mulți, conștiincios, cultivat, curajos și condus spre prim-planul politicii de propriul său simț al datoriei. Biograful anterior al lui Sumner, David Herbert Donald, critic față de Sumner la început, a devenit, în al doilea volum al biografiei sale, Charles Sumner and the Rights of Man (1970), mult mai favorabil lui Sumner și, deși tot critic, a recunoscut marea lui contribuție la realizările pozitive ale Reconstrucției. S-a observat că evenimentele din Mișcarea pentru Drepturile Civile dintre 1960, când a fost publicat primul volum al lui Donald și 1970, când a fost publicat al doilea volum, l-au influențat probabil pe Donald spre o poziție mai favorabilă lui Sumner.
Avocatul David O. Stewart⁠(d) spunea despre el:
„Multe la Sumner țineau de abstract. Oricât de priceput ar fi fost ca orator, nu era un legiuitor eficient. Un coleg radical a remarcat că în douăzeci și trei de ani cât a fost senator, Sumner a promovat un singur proiect care a devenit lege; unul de interzicere a naturalizării mongolilor ca cetățeni americani.”
Ralph Waldo Emerson scria despre Sumner:
„Poziția dlui Sumner este excepțională în onoarea ei…. În Congres, nu se grăbea să adopte poziția partidului. Rămânea studios în îndelungate tăceri. Prietenilor lui, îmi amintesc, li se spunea că Sumner li se va părea un om de lume ca ceilalți; «este destul de imposibil să fii la Washington și să nu te mlădii; se va mlădia și el cum au făcut-o ceilalți.» Ei bine, nu s-a mlădiat. Și-a asumat o poziție și a păstrat-o…. cred că aș putea împrumuta limbajul pe care Bishop Burnet l-a aplicat lui Sir Isaac Newton, și voi spune că Charles Sumner «are cel mai alb suflet pe care l-am cunoscut vreodată.»… Să audă că fiercare om de seamă din New England îi iubește virtuțile.”
În filmul din 2013 Saving Lincoln⁠(d), Sumner a fost interpretat de Creed Bratton. În filmul Lincoln din 2012, Sumner este interpretat de actorul John Hutton.

## Căsătoria
Sumner a fost burlac pentru cea mai mare parte a vieții sale. În 1866, Sumner a început să o curteze pe Alice Mason Hooper, nora văduvă a congressmanului de Massachusetts Samuel Hooper⁠(d), iar cei doi s-au căsătorit în octombrie. Căsătoria lor a fost nefericită. Sumner nu putea răspunde umorului soției sale, iar Alice avea un temperament feroce. În acea iarnă, Alice a început să iasă la evenimente publice cu diplomatul prusac Friedrich von Holstein⁠(d). Aceasta a provocat bârfe la Washington, dar Alice a refuzat să înceteze să se mai vadă cu Holstein. Când Holstein a fost rechemat în Prusia în primăvara lui 1867, Alice l-a acuzat pe Sumner că a pus la cale aceasta, ceea ce Sumner a negat întotdeauna. S-au despărțit în luna septembrie a anului următor. Dușmanii lui Sumner au folosit aventura pentru a ataca bărbăția lui Sumner, numindu-l pe Sumner „Marea Impotență”. Situația l-a deprimat și l-a stânjenit pe Sumner. El a obținut un divorț fără contestare pe motiv de abandon familial la 10 mai 1873.

## Monumente

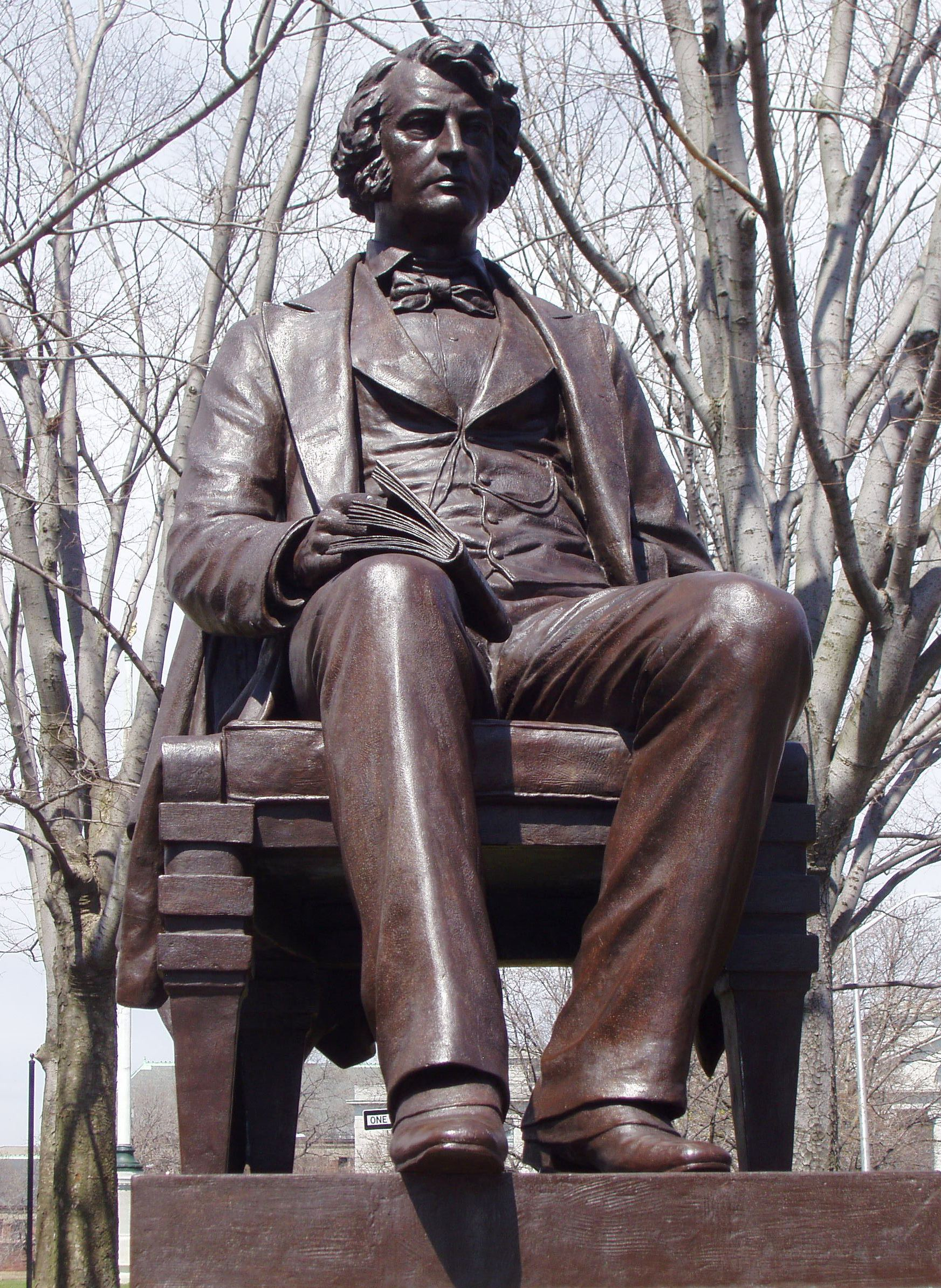
de în

Următoarele locuri sau instituții sunt numite după Charles Sumner:
- Strada Sumner din Newton Centre, Massachusetts
- Școala elementară Charles Sumner, Camden, New Jersey
- Școala gimnazială 65 Charles Sumner din New York City;
- Școala Elementară Charles Sumner din Roslindale, Massachusetts⁠(d)
- Sumner Avenue din Springfield, Massachusetts
- Școala și muzeul Charles Sumner⁠(d) din Washington, DC
- Școala elementară Sumner din Topeka, Kansas, astăzi închisă, o școală care a jucat un rol important în cazul de referință din 1954 Brown v.⁠(d) Board of Education⁠(d) și este în Registrul național al locurilor istorice⁠(d)[122][123]
- Școala primară a Academiei Comunitare de Matematică și Știință Charles Sumner din Chicago, Illinois
- Academia Sumner de Arte și Știință din Kansas City, Kansas
- Casa Charles Sumner⁠(d), casa lui Sumner din Boston
- Biblioteca Sumner din Minneapolis7[124]
- Comitatul Sumner, Kansas [125]
- Sumner, Iowa⁠(d)
- Sumner, Nebraska⁠(d)
- Sumner, Washington⁠(d)[126]
- Sumner, Oregon⁠(d)
- Avenida Charles Sumner, Distrito Nacional, Republica Dominicană
- Avenue Charles Sumner, Port-au-Prince, Haiti
- Sumner Avenue, Eastvale, California⁠(d)
- Sumner Avenue, Schenectady, New York
- SS Charles Sumner, o navă de marfă Liberty din al Doilea Război Mondial.
- Strada Sumner din Salem, Massachusetts
- Sumner a fost sculptat de Edmonia Lewis⁠(d)
- În Muzeul American al lui Barnum⁠(d), erau statui de ceară ale lui Brooks atacându-l pe Sumner (pe podea).